# Origenes

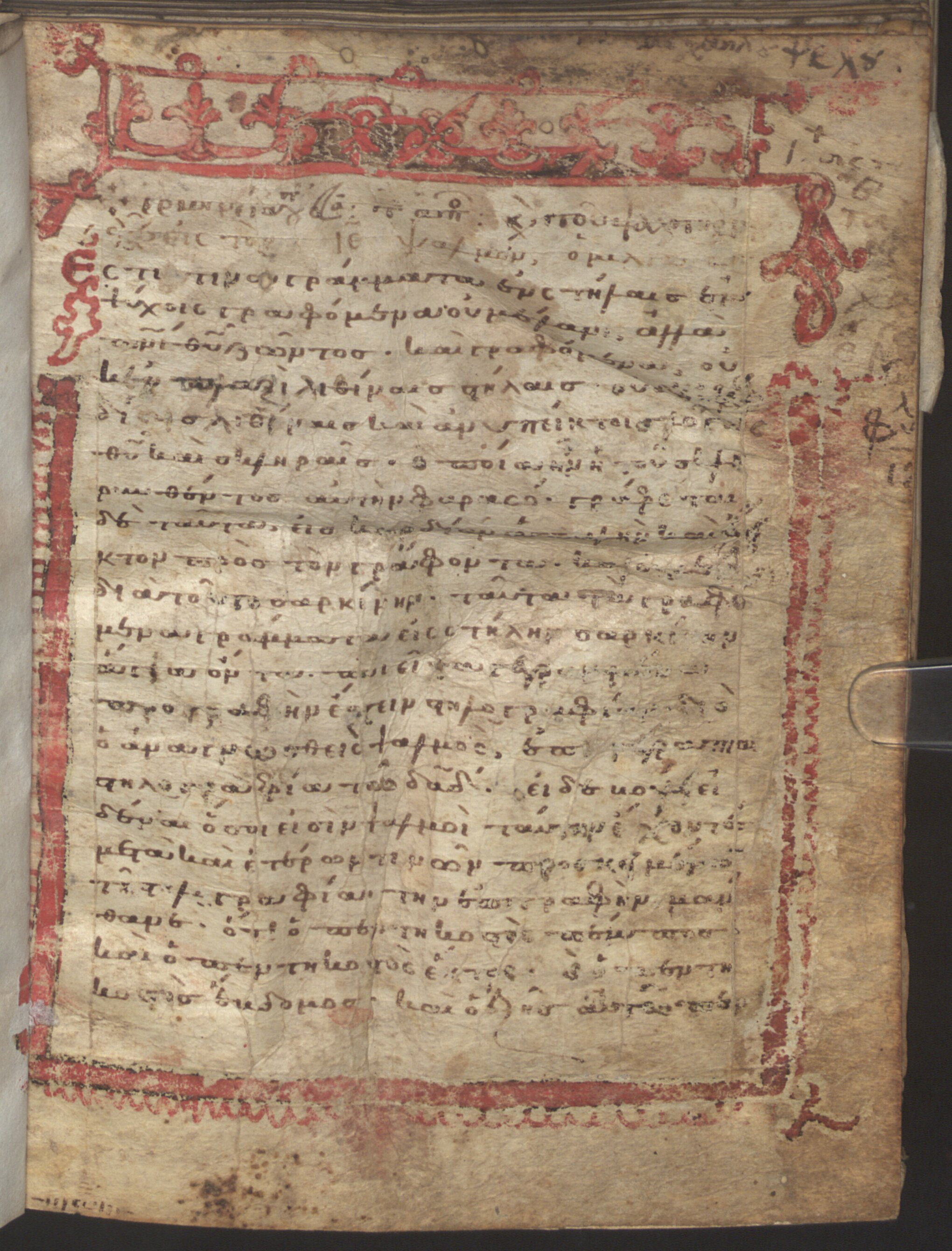
Erste Seite der 2012 entdeckten griechischen Psalmen-Homilien des Origenes in einem byzantinischen Manuskript des 12. Jahrhunderts (BSB Cod. graec. 314, fol. 1 r)

Origenes (* 185 in Alexandria; † 253 oder 254 wahrscheinlich in Tyros) war ein frühchristlicher Bibelkommentator und Platoniker. Er erreichte als erster Christ das Niveau kaiserzeitlicher Philologie und Philosophie.
Erste Bekanntheit gewann Origenes in seiner Heimatstadt, wo er eine freie Philosophenschule leitete. Sein Leben war asketisch-karg, bis er Ambrosius als Mäzen gewann, der ihm ein komfortables Arbeitsumfeld finanzierte. Ein Konflikt mit dem Bischof von Alexandria veranlasste Origenes, sich in Caesarea Maritima niederzulassen, wo er eine Bibliothek mit angeschlossenem Skriptorium aufbaute und eine Schule leitete. Ein großes Projekt des Skriptoriums von Caesarea war die Hexapla, eine Synopse des hebräischen Bibeltextes mit mehreren griechischen Übersetzungen. Origenes bearbeitete zahlreiche biblische Bücher in Kommentaren, Scholien oder Predigten (Homilien). In jungen Jahren verfasste er die erste christliche Dogmatik (De principiis); ein Alterswerk war die apologetische Schrift Contra Celsum, in der er Argumente des Platonikers Kelsos gegen das Christentum zu entkräften versuchte. Origenes wurde wegen Verweigerung des Opfers für den Kaiser unter Decius gefoltert und starb 69-jährig an den Folgen.
Das Werk des Origenes bewegt sich im Spannungsfeld von Philosophie (Mittel- und Neuplatonismus, der zentrale Freiheitsgedanke entstammt der Stoa), Bibelexegese (auf den Spuren des jüdisch-hellenistischen Gelehrten Philon von Alexandria) und valentinianischer Gnosis. Als Platoniker diskutierte er die Reinkarnationslehre. Als Exeget begründete er die Lehre vom mehrfachen Schriftsinn, der die christliche Bibelauslegung über Jahrhunderte prägte. Er fand außerdem Formulierungen, die in den christologischen und trinitätstheologischen Diskussionen des 4. Jahrhunderts von allen Parteien herangezogen wurden. Kontrovers waren dagegen seine Präexistenzlehre und die Lehre von der endzeitlichen Rückkehr aller Geistwesen in die Gemeinschaft mit Gott (Apokatastasis).
Mehrere Kirchenväter der Spätantike waren Origenisten. Im frühen Mönchtum wurde Gedankengut des Origenes verbreitet, aber auch eigenständig weiterentwickelt, vor allem durch Euagrios Ponticus. Konflikte im palästinischen Mönchtum zwischen Origenisten und ihren Gegnern führten zur postumen Verurteilung des Origenes durch das Zweite Konzil von Konstantinopel 553. Die Wirkungsgeschichte seiner exegetischen und philosophischen Schriften riss jedoch nicht ab, wenn sie auch als Folge dieser Verurteilung schlecht erhalten sind. Von den Platonikern der italienischen Renaissance, den Cambridge Platonists des 17. Jahrhunderts und in der Nouvelle Théologie (ab den 1930er Jahren) wurde Origenes viel gelesen.

## Name
Der alexandrinische Gelehrte trug einen häufigen Namen: Ὠριγένης / Ὡριγένης Ōrigénēs / Hōrigénēs, „der von Horus Geborene“; sowohl die Schreibung mit als auch ohne aspirierten Anlaut kommt vor. Horus wurde mit Apollon gleichgesetzt; der griechisch-ägyptische Name Origenes entspricht damit dem gleichfalls häufigen Namen Apollonios. Die Wahl eines weit verbreiteten paganen Namens für das Kind erlaubt nicht den Schluss, dass die Eltern Heiden waren, als Origenes geboren wurde.
Origenes war auch unter dem Namen Ἀδαμάντιος Adamántios bekannt. Hieronymus und Epiphanios von Salamis sahen darin ein Wortspiel mit dem Adjektiv ἀδαμάντινος adamántinos, das „hart wie Stahl“ oder „hart wie Diamant“ bedeutet. Dieser Beiname sei eine Auszeichnung für seine unermüdliche gelehrte Tätigkeit. Das kann aber auch sekundäre Ausdeutung eines ursprünglichen Familiennamens sein.

## Leben
Das Leben des Origenes ist für einen Christen seiner Zeit relativ gut bekannt, aber vieles bleibt auch unklar. Er selbst äußerte sich kaum über seine Person. Von einem seiner Schüler, der traditionell mit Gregorios Thaumaturgos († 270) identifiziert wird, ist eine Dankesrede (oratio panegyrica in Origenem) überliefert, die über Lehrinhalte und -methoden seiner Schule unterrichtet. 
Die Kenntnis über seine Biografie geht größtenteils auf zwei seiner Bewunderer im späten 3. und 4. Jahrhundert zurück, die erst Jahrzehnte nach Origenes’ Tod wirkten und ihn deshalb nicht persönlich kannten: Pamphilos von Caesarea († 309) verfasste eine Apologie des Origenes, die einen umfangreichen biografischen Teil enthielt und von seinem Schüler Eusebius († 339 oder 340) ergänzt wurde. Dieser biografische Teil ist nicht erhalten, war aber in der Spätantike die wichtigste Quelle für Origenes’ Biografie. Heute ist das sechste Buch der Kirchengeschichte des Eusebius die Standardquelle für das Leben des Origenes; biografische Abschnitte sind hier allerdings eingeflochten in eine kirchenhistorische Gesamtdarstellung. In Eusebius’ Werk überstrahlte die Persönlichkeit des Origenes die Kirche seiner Zeit, einerseits als rechtgläubiger christlicher Gelehrter, Schulgründer und Asket, andererseits als Philosoph, der im Austausch mit paganen Kollegen stand und von ihnen anerkannt wurde. 
Im späten 4. Jahrhundert wurde das von Pamphilos und Eusebius entworfene Bild des Origenes grundlegend in Frage gestellt: Epiphanios von Salamis († 403) griff auf das für ihn verfügbare biografische Material zu, um aus dem gelehrten und frommen Asketen einen durch übermäßige Bildung zu Fall gekommenen Häretiker zu konstruieren, der als gebrochener Mann gestorben sei.

### Familiärer Hintergrund

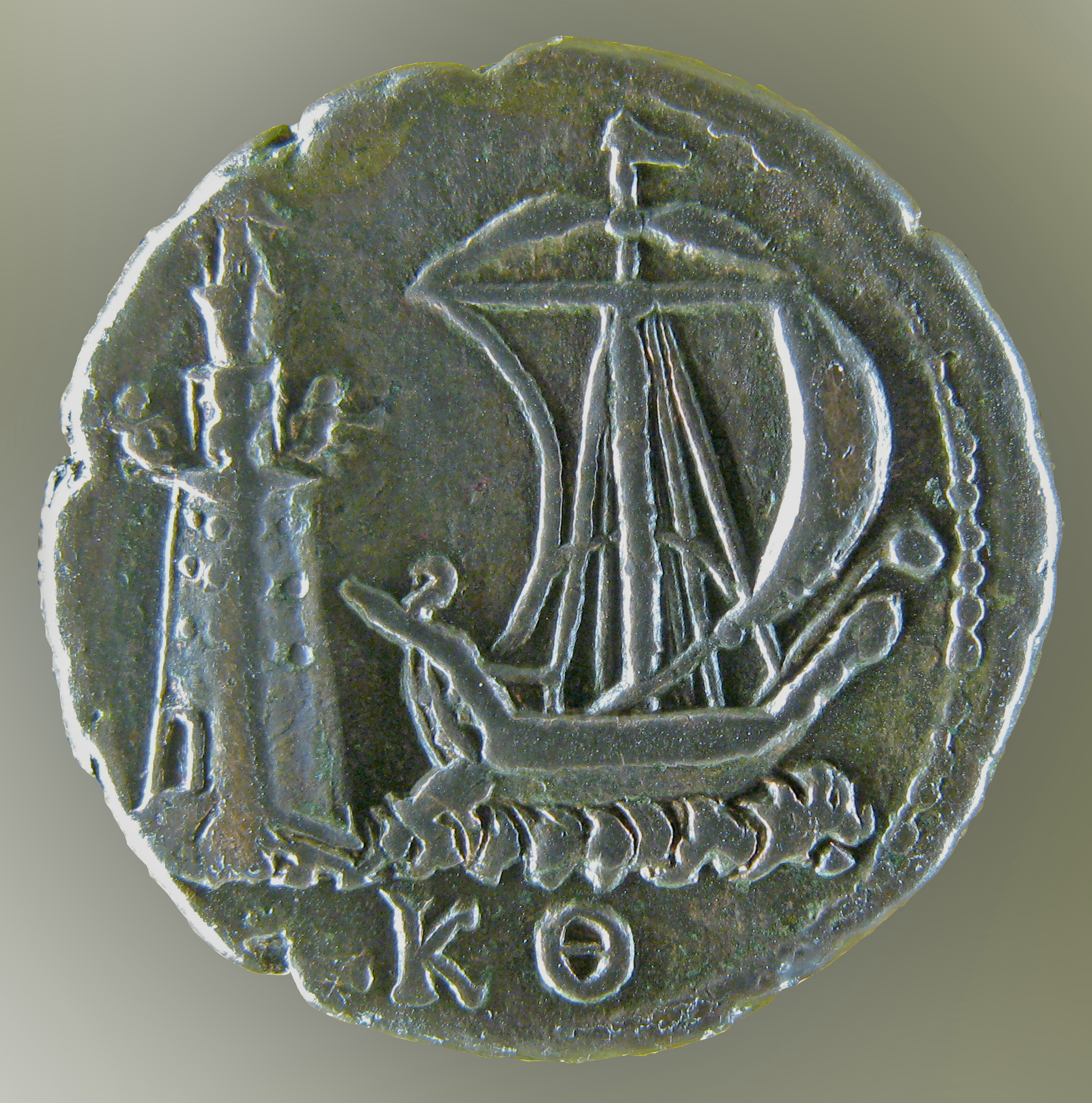
Tetradrachme des Commodus, Rückseite: Leuchtturm (Pharos) als Wahrzeichen Alexandrias, Handelsschiff mit gesetztem Segel. Münzstätte Alexandria, 188/189 n. Chr. (Numismatisches Museum Athen)

Origenes stammte aus einer wohlhabenden, gebildeten Familie Alexandrias und hatte sechs Geschwister. Die Taufe scheint sehr früh erfolgt zu sein. Der Vater Leonides, ein Grieche mit römischem Bürgerrecht, unterrichtete den Jungen sowohl in der Bibel als auch in den Fächern der klassischen hellenistischen Bildung. Epiphanios zufolge war die namentlich unbekannte Mutter des Origenes Ägypterin. Als „Ägypter“ wurden Personen bezeichnet, die weder das römische noch das alexandrinische oder das Bürgerrecht einer anderen griechischen Stadt Ägyptens besaßen. Die Kinder des Paares wurden wie die Mutter juristisch der „ägyptischen“ Bevölkerungsgruppe Alexandrias zugerechnet.
Eine fragile Duldung von Christen, unterbrochen von plötzlichen Verfolgungen, bildet den Hintergrund von Origenes’ Biografie. Christen waren Außenseiter, da sie sich weigerten, am Gemeinschaftsleben ihrer Polis teilzunehmen und öffentliche Ämter auszuüben. Beides war nämlich religiös konnotiert, pagane Opfer gehörten dazu. Im Alltag lebten Christen meist ruhig und unbehelligt, aber jederzeit konnten sie zum Ziel von Gewaltausbrüchen werden. Diese Situation machten sie sich erträglich, indem sie den Märtyrertod idealisierten. Leonides wurde während einer lokalen Christenverfolgung um 202 verhaftet und enthauptet, sein Vermögen vom Fiskus eingezogen. Diese Verfolgung richtete sich ausschließlich gegen römische Bürger, die das Christentum angenommen hatten; Origenes war daher nicht direkt gefährdet. Er schrieb seinem Vater ins Gefängnis, er solle ohne Rücksicht auf seine Familie standhaft bleiben: „Gib acht, nicht unseretwegen Deine Gesinnung zu ändern!“
Die private Bibliothek des Leonides blieb der Familie erhalten. Der etwa 17-jährige Origenes arbeitete als grammatikós, um den Unterhalt seiner Mutter und der jüngeren Geschwister sicherzustellen. Er bereitete Kinder aus wohlhabenden Familien, die den Elementarunterricht absolviert hatten, auf die Rhetorikausbildung vor. Eine Christin der alexandrinischen Oberschicht unterstützte Origenes in dieser Lebensphase. Ihr Adoptivsohn war Gnostiker. Origenes bewegte sich in einem Milieu, in dem die Grenzen zwischen Kirche und Gnosis, Rechtgläubigkeit und Häresie verschwammen; Eusebius, der das problematisch fand, versicherte seinen Lesern, Origenes habe aber nie gemeinsam mit Gnostikern gebetet.
Die intellektuelle Atmosphäre Alexandrias kam Origenes zugute, aber Zugang zu den berühmten Bibliotheken hatte er nicht. Die Bibliothek von Alexandria im Museion war staatlich bezahlten Gelehrten vorbehalten. Weitere Büchersammlungen befanden sich im Serapis-Tempel und im Tempel für den Kaiserkult, die er als Christ nicht besuchen konnte. Alexandrinische Philologen arbeiteten daran, den besten Text der griechischen Klassiker festzustellen; hier entstanden außerdem Kommentare zu bedeutenden Werken der griechischen Literatur. Textkritik und Kommentierung waren Aufgaben, deren Bedeutung Origenes erkannte und die er später mit Bezug auf die Bibel anging.

### Freier Philosophielehrer und Asket
Als junger Mann gab Origenes den Grammatik- und Literaturunterricht auf, um kostenlos christlichen Philosophieunterricht für alle Interessierten anzubieten. Er verkaufte die väterliche Bibliothek und bezog daraus eine kleine Rente, mit der er seinen Lebensunterhalt bestritt. Vor ihm hatten bereits Pantaenus und Clemens Alexandrinus als christliche Philosophen in der Metropole gewirkt. Origenes kannte und benutzte die Werke des Clemens, ohne aber dessen Schüler gewesen zu sein. Als die Schülerzahlen stiegen, übertrug Origenes seinem Schüler Heraklas den Anfängerunterricht und unterrichtete selbst die Fortgeschrittenen. Bischof Demetrius von Alexandria versuchte, den Laien Origenes in kirchliche Strukturen einzubinden, indem er dessen Schule offiziell mit dem Unterricht für Taufbewerber (Katechese) beauftragte. Eusebius bezeichnete die Schule des Origenes deshalb als „Katechetenschule“ (τὸ τῆς κατηχήσεως διδασκαλεῖον tò tễs katēchḗseōs didaskaleĩon). Sie blieb aber „in Stellung und Organisation ein freier Unterricht in christlicher Philosophie.“ „Zielpublikum waren nicht nur Taufbewerber, sondern auch bereits getaufte Christen – auch ‚Häretiker‘, – und gebildete Heiden, die sich für das Christentum interessierten.“ Einige der ersten Schüler und Schülerinnen wurden als Christen in der Amtszeit des Präfekten Subatianus Aquila (206–210/211) inhaftiert; die römischen Bürger unter ihnen wurden enthauptet, die anderen teils nach Folterungen verbrannt. Origenes begleitete sie unter persönlichem Risiko als Seelsorger bis zum Martyrium.
Ein Gerücht besagte, dass Origenes sich selbst kastriert habe. Er habe, so Eusebius, das Jesus-Logion Mt 19,12  in jugendlichem asketischem Eifer wortwörtlich aufgefasst. Jahrhundertelang galt die Selbstkastration des Origenes als historischer Fakt, der das Bild der Nachwelt von diesem antiken Theologen stark prägte. Karl Friedrich Schnitzer wies aber in der Einführung seiner 1835 veröffentlichten Übersetzung von De principiis auf die Widersprüchlichkeit des Eusebius-Berichts hin: Einerseits wollte Origenes demnach Gerüchten über seinen Umgang mit der aus Frauen und Männern gemischten Schülergruppe die Grundlage entziehen – andererseits habe er darauf geachtet, dass seine Umwelt nichts von seiner Tat erfuhr. Georg Friedrich Böhringer brachte ein weiteres Argument: Eine wortwörtliche Bibelauslegung sei gerade nicht typisch für Origenes. Als er rund dreißig Jahre später das Matthäusevangelium kommentierte, ging Origenes bei Mt 19,12 nicht auf seine persönliche Situation ein und verwarf ein wörtliches Verständnis. Damit waren die wesentlichen Argumente der Skeptiker auf dem Tisch, denen sich beispielsweise Ferdinand Christian Baur, Adolf von Harnack (in späteren Jahren), Walter Bauer, Erich Klostermann, Henry Chadwick, Hermann Josef Vogt und Rowan Williams anschlossen. Doch bereits 1838 argumentierte Veit Engelhardt gegen Schnitzer, die Zuverlässigkeit des Eusebius (der generell der Hauptzeuge für Origenes’ Biografie ist) sei im konkreten Fall nicht erschüttert. Origenes’ Auslegung von Mt 19,12 erklärte er damit, dass dem alternden Gelehrten sein radikales jugendliches Asketentum peinlich gewesen sei; außerdem sei eine Selbstkastration von zeitgenössischen Asketen öfter erwogen worden. Ähnlich argumentierte der erste moderne Origenes-Biograf Ernst Rudolf Redepenning. Henri Crouzel interpretierte in seiner Origenes-Biografie 1985 die Auslegung von Mt 19,12 als eine späte Selbstkritik des Origenes. Je besser die spätantike (christliche und nichtchristliche) Askese im Verlauf des 20. Jahrhunderts erforscht wurde, umso mehr Vergleichsmaterial fand sich. Daher widersprach Peter Brown seinem Lehrer Chadwick: Die Selbstkastration des Origenes sei nichts Singuläres; es gebe keinen Grund, ihm diese abzusprechen.

### Schüler des Ammonios Sakkas?
In einem Brief erwähnte Origenes, dass er die Vorlesungen eines alexandrinischen Philosophielehrers besuche, um Anfragen von Gebildeten besser beantworten zu können. Einen Namen nannte er hier nicht. Porphyrios zufolge nahm Origenes Unterricht bei dem berühmten Platoniker Ammonios Sakkas: „… als ein Hörer (ἀκροατὴς akroatḕs) des Ammonios, der zu unseren Lebzeiten den größten Erfolg in der Philosophie hatte, erwarb er sich von seinem Lehrer großen Nutzen im Hinblick auf wissenschaftliche Kenntnisse.“ Ammonios war der Lehrer Plotins, des Begründers des Neuplatonismus. Zu seinem engeren Schülerkreis gehörte ein Philosoph Origenes, der in den späten 260er Jahren die Schule Plotins besuchte, als Porphyrios dort studierte. Zu diesem Zeitpunkt war der Christ Origenes längst gestorben. Es handelt sich also entweder eine Verwechslung des Porphyrios, und der Christ Origenes war nie Schüler des Ammonios, oder Ammonios hatte zwei Schüler, die diesen häufigen Namen trugen. In diese Richtung weist, dass Porphyrios den Christen Origenes als „Hörer“ des Ammonios bezeichnete, d. h. als jemand, der die Veranstaltungen unregelmäßig besuchte und nicht (wie der Heide Origenes) zum engeren Kreis gehörte.

### Reisen und erste Veröffentlichungen

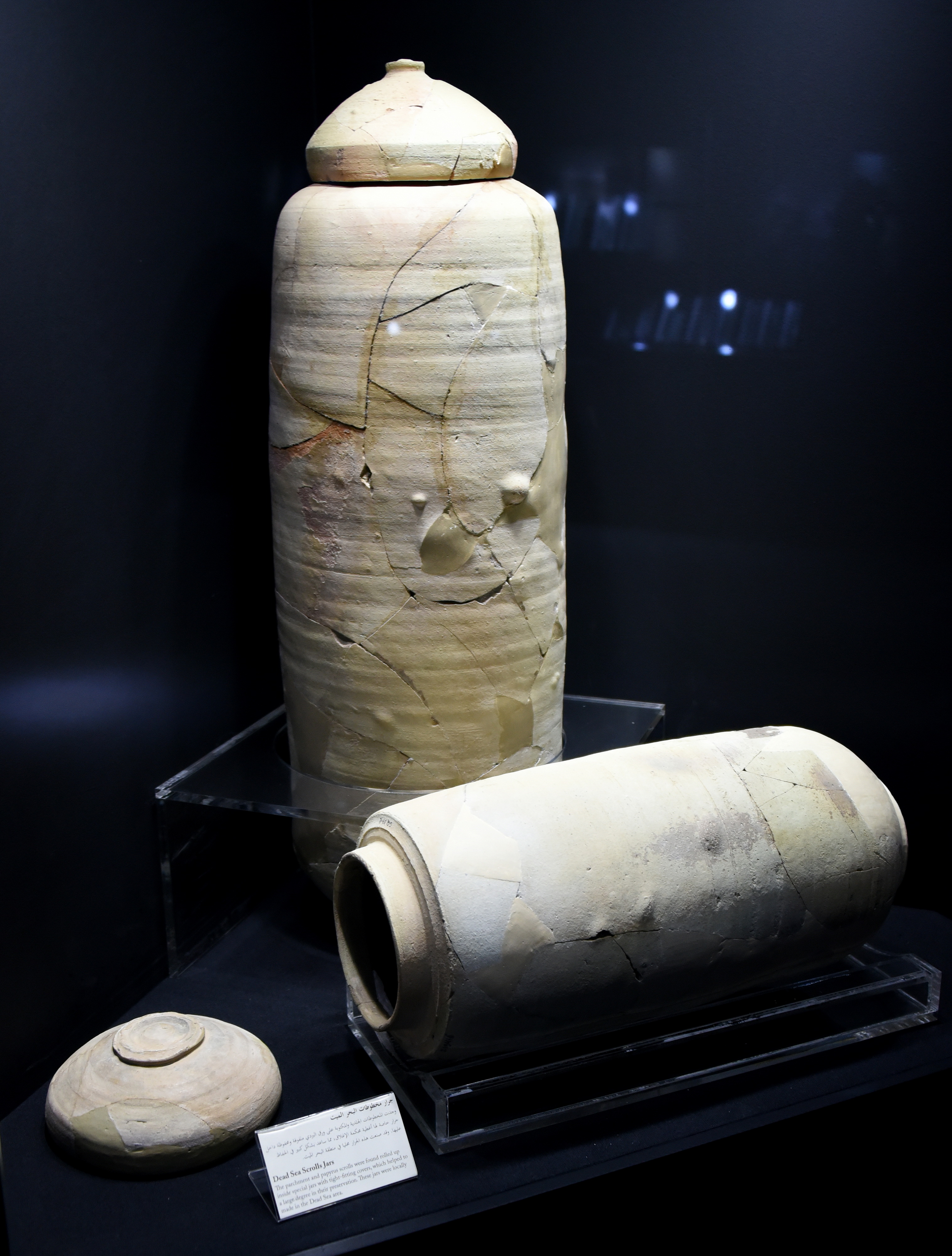
Tonkrüge mit Deckel, in denen einige der seit 1947 entdeckten Schriftrollen vom Toten Meer deponiert worden waren (Jordanisches Nationalmuseum Amman)

Während er seinen Lebensmittelpunkt in Alexandria hatte, unternahm Origenes mehrere Reisen. Wie Eusebius wohl aus Briefen des Origenes kombinierte, hielt sich letzterer während der Amtszeit des Bischofs Zephyrinus († 217) in Rom auf. Er wollte dort, so Eusebius, „die sehr alte Kirche sehen“; ein weiteres Motiv vermutet John McGuckin aber darin, sich in einem der wichtigsten philosophischen Zentren des Reichs sehen zu lassen und Kontakte zu knüpfen. Außerdem konnte Origenes seine Reisen nutzen, um Bücher für seine Privatbibliothek zu erwerben. Rom war in der Kaiserzeit ein herausragendes Reiseziel für griechischsprachige Gelehrte. Zum einen lockte die Aussicht auf „viel Geld, großes Prestige sowie entsprechend förderliche Kontakte“, zum anderen ermöglichten die Bibliotheken Roms „einen breiten Zugriff auf die überlieferten griechischen Wissensbestände“.
Der römische Statthalter von Arabia Petraea interessierte sich für Philosophie und lud Origenes zu sich ein. In der Regierungszeit des Kaisers Caracalla (um 215) wurden Unruhen in Alexandria niedergeschlagen, philosophische Schulen geschlossen und Philosophielehrer aus der Stadt verwiesen. Origenes wich nach Caesarea Maritima aus. Die Bischöfe Alexander von Jerusalem und Theoktistes von Caesarea gaben ihm die Möglichkeit, als Lehrer und Prediger tätig zu sein. Etwa im Jahr 218 forderte Bischof Demetrius ihn brieflich auf, wieder nach Alexandria zu kommen. Origenes reiste heim – in dem Wissen, dass er in den beiden führenden Bischöfen von Syria Palaestina treue Unterstützer gewonnen hatte und mit einer ganz besonderen Erwerbung für seine Bibliothek: einer Schriftrolle mit Psalmen, die nahe Jericho in einem Tonkrug entdeckt worden war.
Zurück in Alexandria, widmete sich Origenes der Bibelkommentierung nach dem Standard antiker Philologie. Ein Mäzen namens Ambrosius unterstützte ihn ab jetzt finanziell. Ambrosius war ein wohlhabender Angehöriger der Alexandriner Stadtverwaltung, ehemals ein Anhänger des Gnostikers Valentinus, bevor ihn Origenes von seiner christlichen Philosophie überzeugte. Später ließ er sich in Nikomedia nieder. Ambrosius stellte Origenes mehrere Stenographen zur Verfügung, die sich schichtweise abwechselten, außerdem Kopisten und Kalligraphinnen. Dass Origenes nun mit eigenen Veröffentlichungen hervortreten konnte, verdankte er seinem Mäzen, mit dem er ein Interesse am Bibelstudium und an einem asketischen Leben teilte.
Als Vorarbeit begann Origenes mit einer Synopse zum Alten Testament, der Hexapla. Außerdem verfasste Origenes mehrere Bibelkommentare: die ersten fünf Bücher eines Kommentars über das Johannesevangelium, acht Bücher über die Genesis, Kommentare zu den Psalmen 1 bis 25 und fünf Bücher über die Klagelieder Jeremias. Von zwei Büchern über die Auferstehung blieben nur Fragmente erhalten. Ein weiteres Hauptwerk der Alexandriner Jahre ist die erste christliche Dogmatik (De principiis).

### Konflikt mit Bischof Demetrius
Um 231/232 trat Origenes eine Reise nach Griechenland an. Eine Zwischenstation legte er in Caesarea Maritima ein, wo er sich aus unbekannten Gründen vom Ortsbischof Theoktistes zum Presbyter (= Priester) ordinieren ließ. Sein Heimatbischof Demetrius von Alexandria hatte es bereits missbilligt, dass Origenes als Laie sowohl in Caesarea als auch in Jerusalem in Gottesdiensten Bibeltexte ausgelegt hatte. Die von Theoktistes eigenmächtig vorgenommene Ordination betrachtete er als Eingriff in seine Befugnisse. Von Caesarea reiste Origenes weiter nach Athen und führte ein Streitgespräch mit dem Valentinianer Candidus. Eine interpolierte und von Origenes nicht autorisierte Niederschrift dieser Diskussion kam in Umlauf, die Origenes die Meinung zuschrieb, dass die Erlösung des Teufels notwendig sei. Demetrius hatte damit eine Handhabe, um gegen ihn vorzugehen. Weder Briefe an Freunde und Schüler, in denen Origenes sich von den ihm unterschobenen Ansichten distanzierte, noch die Unterstützung seiner Gönner, der Bischöfe Theoktistes und Alexander, konnten die Eskalation des Konflikts noch aufhalten. Alfons Fürst betont, dass es in diesem Streit nur am Rande um Origenes' Rechtgläubigkeit gegangen sei, vor allem aber „um Autorität und Disziplin in der Kirche, und im Hintergrund stand das ungeklärte Verhältnis zwischen der freien wissenschaftlichen Lehrtätigkeit und der kirchlichen Einbindung des Origenes.“ Eine Synode der Bischöfe und Presbyter unter der Leitung des Demetrius verbot Origenes, in Alexandria zu lehren. Dies war eine überregionale Zusammenkunft mit Bischöfen aus Rom, Griechenland, Arabia, Palästina und Ägypten. Hier ging es anscheinend um die Grenzen der bischöflichen Jurisdiktionsgewalt: ob palästinische Bischöfe den Alexandriner Origenes zum Priester ordinieren durften bzw. umgekehrt, ob der Bischof von Alexandria ihnen dies untersagen konnte. Auf einer zweiten, lokalen Synode der ägyptischen Bischöfe wurde Origenes der Rang eines Presbyters aberkannt.

### Tätigkeit in Caesarea Maritima

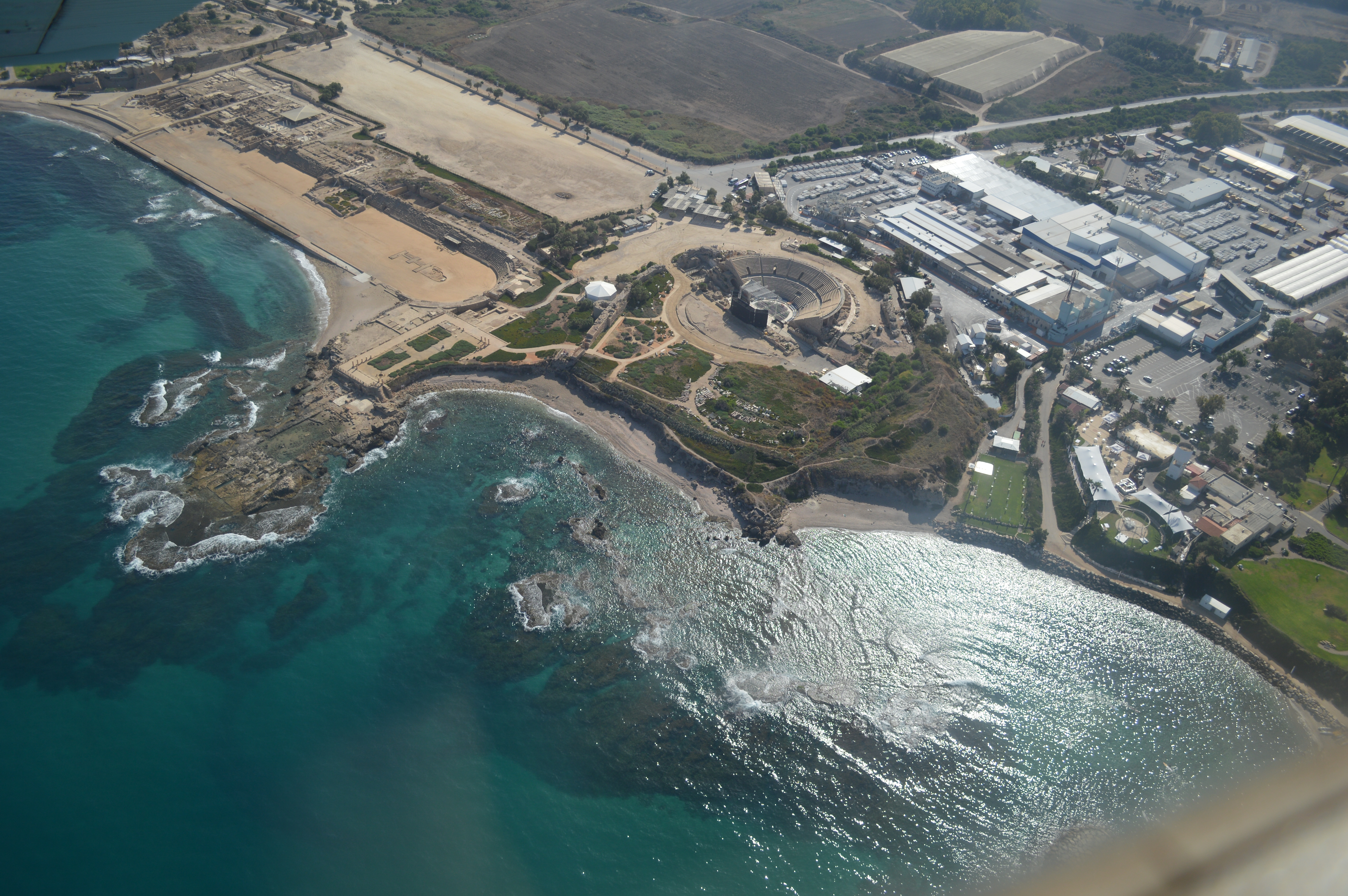
Luftbild der archäologischen Stätte Caesarea Maritima (2013)

Caesarea Maritima war zwar keine Metropole wie Alexandria, doch gab es Ähnlichkeiten. Die Hauptstadt der Provinz Syria Palaestina war „kosmopolitisch, multikulturell, multireligiös – also besonders fruchtbar für die Wissenschaft.“ Origenes ließ sich hier etwa im Jahr 232 dauerhaft nieder und brachte seine Bücher mit. Seine durch den Umzug nach Caesarea unterbrochene Arbeit am Kommentar zum Johannesevangelium führte er am neuen Wohnort weiter. Der sehr fragmentarisch erhaltene Genesis-Kommentar war wahrscheinlich parallel zum Johannes-Kommentar in Arbeit. In Caesarea begann Origenes weitere ausführliche Kommentarwerke zum Hohelied, zum Matthäusevangelium sowie zum Römerbrief. In einem in der Suda erhaltenen Brieffragment klagte Origenes über das Arbeitspensum, das Ambrosius von ihm erwarte: „Ich kann nämlich nicht einmal essen, ohne zu kollationieren, und nach dem Essen kann ich nicht spazierengehen und dem armen Körper Erholung gönnen, sondern auch in jenen Momenten sind wir zu gelehrter Arbeit und zur Korrektur der Manuskriptkopien gezwungen. Es ist uns zudem nicht einmal möglich, zur Gesunderhaltung des Leibes die ganze Nacht zu schlafen, da sich die gelehrte Arbeit bis weit in den Abend hineinzieht.“
Origenes leitete (und Ambrosius finanzierte) eine Institution, die Bibliothek und Skriptorium mit einer Schule verband. Wie sich Origenes’ alexandrinische Katechetenschule zum Schulbetrieb in Caesarea verhält, ist in der Forschung strittig; neuere Arbeiten betonen aber die Kontinuitäten. Nach dem Modell zeitgenössischer Philosophenschulen sammelte Origenes hier wie dort einen „Lernzirkel“ um sich, gekennzeichnet durch ein „Ineinander von relativer Offenheit nach außen und einer gleichzeitigen Tendenz zur Exklusivität.“ Die Gregorios Thaumaturgos zugeschriebene Dankesrede betonte die emotionale Bindung an den Lehrer und gibt einen Eindruck von Origenes’ Lehrplan. Die Schule des Origenes bot eine umfassende Ausbildung (ἐγκύκλιος παιδεία enkýklios paideía) an, die sich in Dialektik, Physik und Ethik gliederte. Arithmetik und Geometrie, die dem Oberthema Physik zugeordnet waren, sollten die Schüler geistig auf das Erhabene ausrichten und dadurch auf den Ethik-Unterricht vorbereiten, „das Streben nach den göttlichen Tugenden, nicht nur in der Theorie, sondern auch im praktischen Leben.“ Danach sah der Lehrplan vor, Schriften der klassischen Philosophen und Dichter mit Ausnahme der „Atheisten“ (Epikureer) zu studieren, und erst jetzt befassten sich die Schüler auch mit der Bibel, wobei offen bleibt, ob sie biblische Bücher durchlasen oder eher auf philosophisch interessante Bibelstellen, möglicherweise in einer Anthologie, zugriffen.

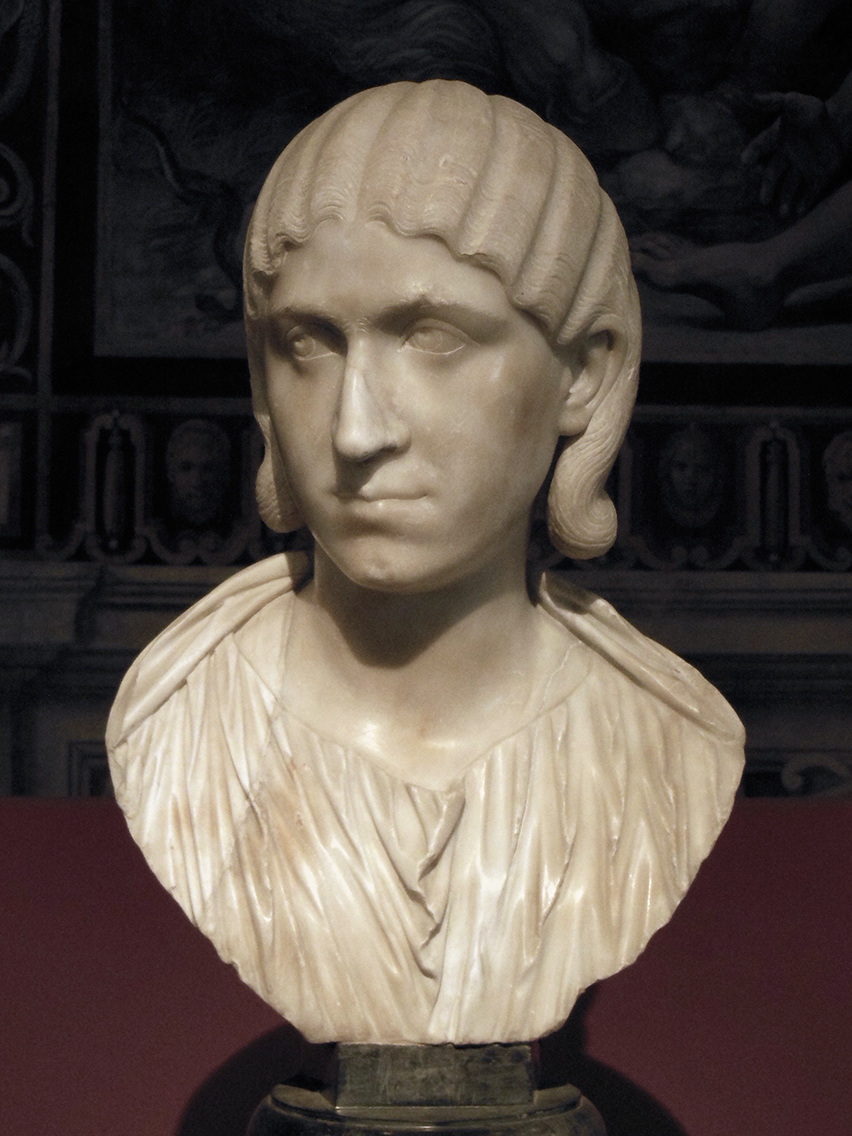
Büste der Julia Mamea (Kapitolinische Museen)

Von Caesarea aus brach Origenes zu theologischen Lehrgesprächen in die Provinz Arabia Petraea auf, unter anderem mit Beryllus von Bostra. Die philosophisch interessierte Kaiserinwitwe Julia Mamaea hatte von Origenes gehört und ließ ihn „wohl im Winter 232/3“ mit einer Eskorte an ihren Hof in Antiochia am Orontes holen. Origenes hinterließ einen positiven Eindruck. Außer der Ehre, in den höchsten Kreisen zu verkehren, empfing er wohl auch Geldgeschenke. Wie andere Philosophen seiner Zeit gewann er Prestige durch Kontakte mit der Elite.
Nachdem Kaiser Severus Alexander zusammen mit seiner Mutter Julia Mamaea von meuternden Truppen getötet und Maximinus Thrax im Frühjahr 235 zum Kaiser ausgerufen worden war, ging letzterer gegen Höflinge seines Vorgängers vor. Sie wurden teils zum Tode, teils zum Exil verurteilt, ihre Güter eingezogen. Darunter waren mehrere Christen. Eine darüber hinaus gehende Verfolgung von Klerikern, von der Eusebius schreibt, gilt als unwahrscheinlich. Ebenfalls im Jahr 235 richtete ein Erdbeben in Kappadokien erhebliche Schäden an und hatte eine lokale Christenverfolgung zur Folge, die meisten Opfer konnten fliehen. Diese Ereignisse waren der Hintergrund für Origenes’ Schrift „Aufforderung zum Martyrium“ (Exhortatio ad martyrium), die an seinen Mäzen Ambrosius und den Presbyter Protoktetus gerichtet war. Er rechnete darin mit einer unmittelbar bevorstehenden Verfolgung. Doch trafen diese Befürchtungen offenbar weder für ihn noch für seine Freunde ein.
Gelegentlich brach Origenes zu Reisen durch Palästina auf, um in der Bibel genannte Orte selbst in Augenschein zu nehmen und dadurch schwierige Textstellen zu klären. Er entschied aufgrund seiner Recherchen beispielsweise, dass der Ort der Taufe Jesu am Jordan (Joh 1,28 ) Bethabara und nicht Bethanien geheißen haben müsse und die Heilung eines Besessenen am See Genezareth (Mt 6,28 ) weder in Gerasa noch in Gadara (beide Orte sind zu weit vom See entfernt), sondern im „Land der Gergesener“ lokalisiert werden müsse. Weitere Reisen führten ihn nach Ephesus, nach Nikomedia und nach Caesarea in Kappadokien, wo er eine Schule für christliche Philosophie gründete.

### Letzte Lebensjahre
Eusebius zufolge gestattete Origenes erst mit über 60 Jahren (also um 246), dass seine Predigten mitstenographiert wurden. Auch wenn dies wohl zu pauschal ist und einige Homilien früher datiert werden, gelten die über 200 von Origenes erhaltenen Homilien als Alterswerk. In die Jahre 245–250 datiert die auf Wunsch seines Mäzens Ambrosius verfasste ausführliche Widerlegung des längst verstorbenen mittelplatonischen Philosophen Kelsos (Contra Celsum). In der gleichen Zeit disputierte Origenes mit einem Bischof Herakleides über Fragen der Christologie und Trinitätslehre; das Gesprächsprotokoll blieb erhalten.
Origenes schrieb nach Angaben des Eusebius an Kaiser Philippus Arabs (reg. 244–249) und dessen Gattin Marcia Otacilia Severa je einen Brief. Zum Inhalt ist nichts bekannt; Eusebius brachte diese Information im Kontext von Gerüchten, Philippus Arabs und Gattin seien Christen gewesen. Da letzteres von der althistorischen Forschung als Legende betrachtet wird, erübrigen sich Spekulationen, Origenes sei kirchlicher Berater des Kaisers oder Ähnliches gewesen.
In den späten 240er Jahren lernte der damals noch jugendliche Neuplatoniker Porphyrios Origenes kennen. Wahrscheinlich besuchte er in Caesarea kurzzeitig seine Vorlesungen. In seinem Urteil über Origenes schwingt mit, dass die christliche Lebensweise von paganen Kritikern als gesetzwidrig angesehen wurde. Origenes wird als „schachernder“ Sophist karikiert, der sich mit „barbarischen“, nämlich hebräischen Texten befasste, die „fremdartige Mythen“ enthielten:

„Origenes […] lief, obwohl er als Grieche mit griechischer Bildung erzogen worden war, auf die barbarische Verwegenheit auf. Dieser [sc.barbarischen Verwegenheit] nun verschacherte er sich selbst und seine wissenschaftlichen Fähigkeiten rasch, indem er zwar im Hinblick auf seinen Lebensstil wie ein Christ lebte, und zwar gegen das Gesetz, sich aber doch bei seinen Ansichten über die irdischen Verhältnisse und das Göttliche als Grieche gebärdete und griechische Lehren den fremdartigen Mythen unterschob.“

Unter Kaiser Decius wurde Origenes wie jeder Einwohner des Reichs im Herbst 249 zum Opfer für den Kaiser und die römischen Götter aufgefordert. Er weigerte sich, daran teilzunehmen, und kam in Haft. Origenes wurde gefoltert, auf Weisung des Richters jedoch am Leben gelassen, so Eusebius. Möglicherweise war beabsichtigt, dass der prominente Christ überleben und schließlich öffentlichkeitswirksam das geforderte Opfer darbringen sollte – wozu es dann nicht mehr kam, weil Decius im Juni 251 im Krieg gegen die Goten fiel. Origenes wurde beim Herrschaftsantritt des Trebonianus Gallus freigelassen, erholte sich aber nicht mehr von den Folgen der Folter. Er starb 253 oder 254, Hieronymus zufolge in Tyros, wo später sein Grab gezeigt wurde. Die Origenes-Forschung schließt sich an Eusebius an, während Epiphanios’ Gegendarstellung wenig Beachtung findet: Man habe Origenes sexuelle Gewalt angedroht, und er sei daraufhin vom christlichen Glauben abgefallen. Dies bezeichnet Fürst als „die übelste Verleumdung, die Epiphanius sich hat zuschulden kommen lassen.“

## Werk

### Textüberlieferung

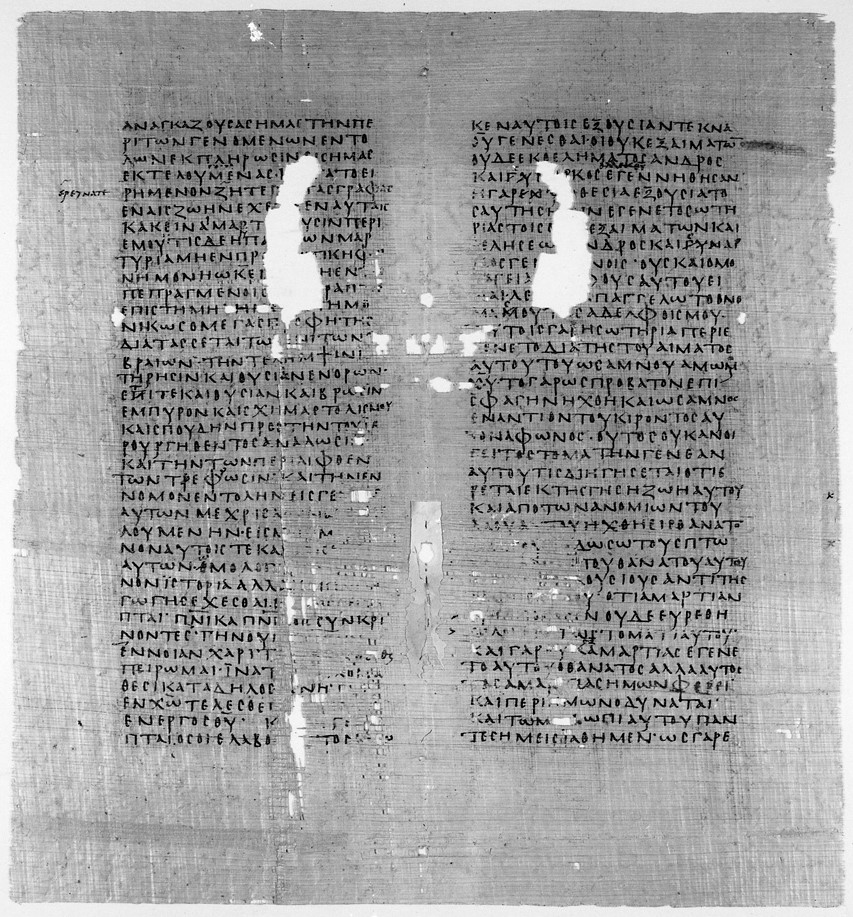
Ein Doppelblatt aus Codex I der Tura-Papyri, dem einzigen Textzeugen von Origenes’ Schrift „Über das Pascha“ (Ägyptisches Museum Kairo, JE 88746)

In der Bibliothek von Caesarea existierte ein Werkverzeichnis, das Pamphilus seiner Apologie des Origenes beigab. Hieronymus nutzte wahrscheinlich die Schrift des Pamphilus für eine unvollständige Auflistung der Schriften des Origenes und kam auf 77 Titel in fast 800 Büchern. Die meisten teilten das Schicksal der christlichen Literatur vor der Konstantinischen Wende und blieben nicht erhalten. In der Regierungszeit Kaiser Justinians wurden Schriften des Origenes außerdem gezielt zerstört.
Etwa die Hälfte des erhaltenen Werks des Origenes liegt auf Griechisch vor, die andere Hälfte ist nur in lateinischer Übersetzung (von Hieronymus, Rufinus von Aquileia oder anonym) bekannt. Bei den lateinischen Texten ist die Überlieferungssituation günstiger, da im Decretum Gelasianum alle Schriften des Hieronymus zur Lektüre empfohlen wurden. Für im griechischen Original erhaltene Werke gibt es dagegen oft nur einen einzigen Textzeugen. Hier einige Beispiele:
- Die Apologie Contra Celsum war in Lateineuropa bis zur Renaissance unbekannt. Auf einen Hinweis des byzantinischen Gelehrten Theodorus Gaza hin ließ Papst Nikolaus V. in Konstantinopel ein Manuskript des 13. Jahrhunderts ankaufen, das wahrscheinlich nach 1450 in Rom eintraf (Codex Vaticanus graecus 386). Der päpstliche Bibliothekar Cristoforo Persona fertigte 1481 die lateinische Übersetzung an.[71]
- Nach dem Fall von Konstantinopel (1453) brachten geflüchtete Byzantiner oft ihre Bücher mit nach Italien, die unter anderem von Kardinal Bessarion angekauft wurden. Er vermachte seine Bibliothek 1472 der Signoria von San Marco in Venedig. Zu Bessarions Bibliothek gehörte wahrscheinlich der wichtigste Textzeuge des Matthäus- wie auch Johanneskommentars: der Codex Monacensis graecus 191 aus dem 13. Jahrhundert. Interessant ist dieser Codex auch durch seine Lesespuren: Am Rand finden sich öfter Einträge wie „Du redest dummes Zeug, Häretiker!“ oder: „Vorsicht! Wende dich ab!“ Trotzdem wurden anstößige Sätze des Origenes offenbar bis in die Endphase des Byzantinischen Reichs tradiert und nicht unterdrückt. Erwin Preuschen merkte an: „Man hat sich vor den Häresien bekreuzigt, aber man hat sie abgeschrieben und gelesen.“[72]
- Balthasar Cordier entdeckte 1648 im Escorial eine byzantinische Mischhandschrift des 11./12. Jahrhunderts, die unter anderem einige Jeremia-Homilien des Origenes enthielt (Codex Scorialensis Ω-III-19). Der spanische Diplomat Hurtado de Mendoza hatte diesen Band wohl in den 1530er Jahren in Venedig erworben und der Bibliothek des Escorial vermacht.[73]
- Im Jahr 1652 entdeckte Pierre Daniel Huet einen byzantinischen Codex in der Königlichen Bibliothek zu Stockholm, der sich vor dem Dreißigjährigen Krieg in der Bibliothek des Wormser Doms befunden hatte und heute in Cambridge aufbewahrt wird (Codex Cantabrigiensis Collegii S.Trinitatis 194 = MS B 8.10). Er enthielt einen Teil des Matthäus-Kommentars und den Traktat über das Gebet (De oratione). Huet fertigte eine Abschrift an, die er in Paris publizierte.[74]
- Für das britische Militär tätige Arbeiter fanden 1941 in einem ägyptischen Steinbruch die Tura-Papyri. Hier kamen zwei bisher unbekannte Texte des Origenes ans Licht: „Über das Pascha“ (De pascha) und „Gespräch mit Herakleides“ (Dialogus cum Heracleide), außerdem Teile von Contra Celsum, aus dem Römerbriefkommentar und aus einem Exzerpt der Homilien zum 1. Buch Samuel.[75]
- Im Jahr 2012 entdeckte Marina Molin Pradel in der Bayerischen Staatsbibliothek München in einem byzantinischen Manuskript des 12. Jahrhunderts (BSB Codex graecus 314) 29 griechische Psalmen-Homilien des Origenes, von denen 25 zuvor unbekannt waren.[76] Diese Psalmen-Auslegungen waren ein Alterswerk des Origenes, das ihn deutlich im römischen Palästina verortet. Einerseits machen sich die Nähe Jerusalems und die Kontakte zum zeitgenössischen Judentum bemerkbar, andererseits das Kolorit Caesarea Maritimas als römisch geprägte Stadt.[77]

### Origenes als Philologe und Exeget
Origenes war, so Christoph Markschies, „der erste Christ der Antike, der auf sehr vielen Gebieten damaliger Wissenschaft mit seinen Beiträgen höchstes Niveau erreichte“; er hebt besonders das „Riesenprojekt“ der Kommentierung biblischer Bücher nach den Standards kaiserzeitlicher Philologie hervor. Bernhard Neuschäfer zufolge hatte sich der jugendliche Origenes als grammatikós das philologische Handwerkszeug angeeignet: 1. Textkritik (διορθωτικόν diorthōtikón), 2. sprachlich-historisch-sachliche Erläuterung (ἐξηγητικόν exēgētikón) und 3. Würdigung von Sinn und Form des Textes (κριτικόν kritikón):
1. Origenes versuchte in seinen Kommentaren zu klären, ob Überlieferungsvarianten durch Fehler von Kopisten oder als tendenziöse Eingriffe von Häretikern entstanden waren, außerdem wägte er unterschiedliche Übersetzungsmöglichkeiten ab. Origenes konservative Grundhaltung erweist ihn, so Neuschäfer, als typisch kaiserzeitlichen Philologen, allerdings trennte ihn von den paganen Kollegen die Überzeugung, dass er einen Wort für Wort heiligen Text kommentierte, „ein Umstand, der die philologische Unbefangenheit der alten Alexandriner von vornherein verunmöglicht.“[80]
2. Die „exegetische“ Arbeit verlangte eine lexikographische Untersuchung einzelner Wörter, die auf den umgangssprachlichen Gebrauch und den für das Werk spezifischen (im Fall des Origenes: biblischen) Sprachgebrauch einging; dabei griff Origenes vermutlich auf ein Synonymenlexikon von der Art des Herennios Philon und ein Wörterbuch wie das Werk des Diogenianos Grammatikos zurück. Sodann waren historische und naturwissenschaftliche Probleme zu klären, die der Text stellte; hier brachte Origenes seine breite Kenntnis der Fachwissenschaften ein. Auch in der grammatisch-rhetorischen Exegese, Metrik und Stilkritik erweist sich Origenes als sehr belesen und lässt einen relativ starken stoischen Einfluss erkennen.[81]
3. In der „kritischen“ Behandlung seines Textes setzte Origenes den allgemein anerkannten Grundsatz voraus, jeder Verfasser müsse „aus sich selbst“ erklärt werden, ging dann aber eigene Wege, wenn er postulierte, der Autor der ganzen Bibel sei der Heilige Geist, darum müsse das Alte Testament vom Neuen her interpretiert werden und umgekehrt. Widersprüche könnten nur auf der Ebene des Literalsinns bestehen, sie ließen sich durch den mehrfachen Schriftsinn und vom Ganzen der Bibel her klären.[82]

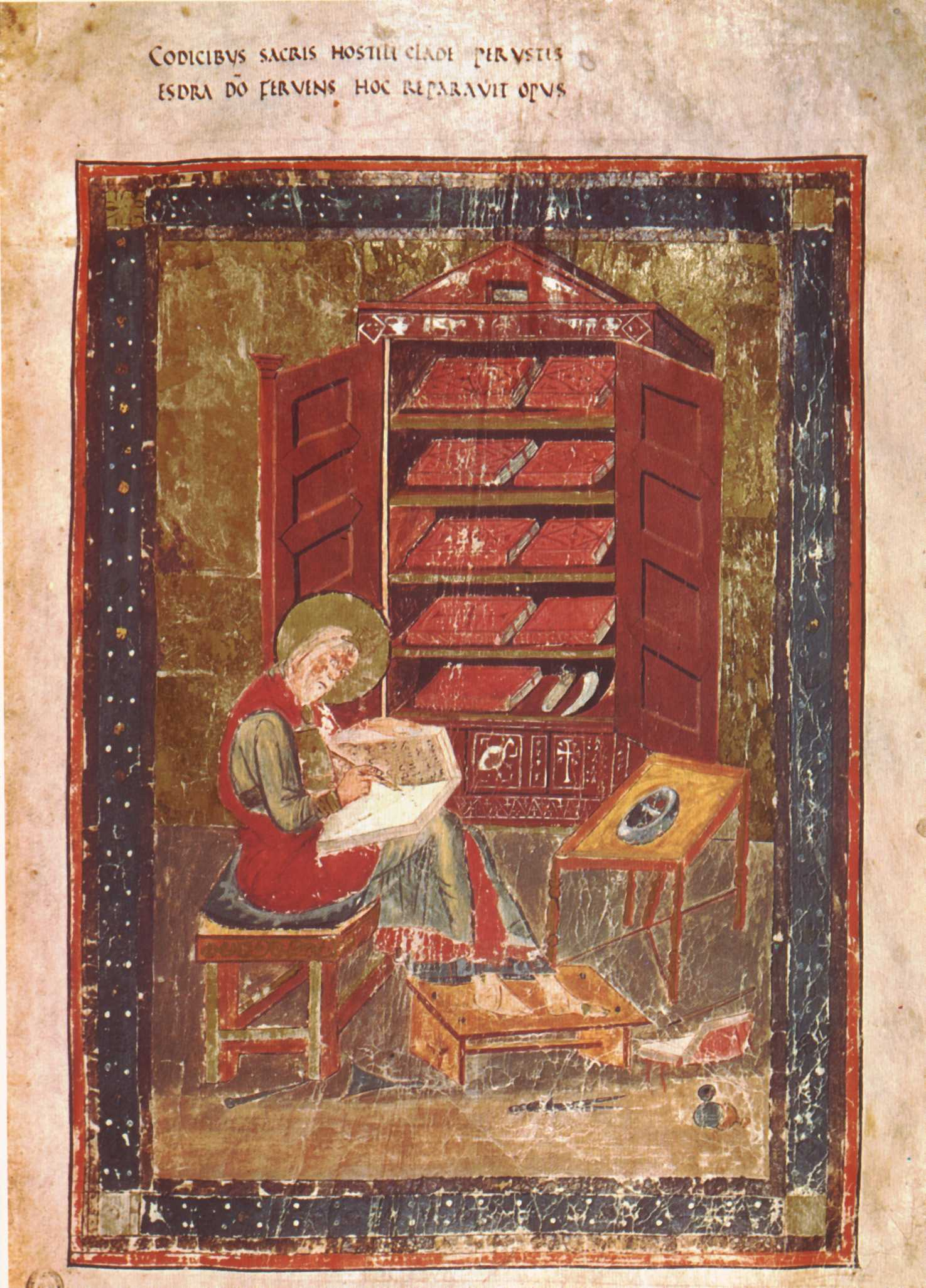
Esra beim Schreiben einer Bibel, hinter ihm ein geöffnetes, mit Codices gefülltes Armarium (Codex Amiatinus, fol. 5 r, Northumbria um 700 n. Chr.)

Die Hexapla war für Origenes ein Hilfsmittel für die Arbeit am Alten Testament. Ihre Erarbeitung war ein komplexes und innovatives Projekt, das sehr große Ressourcen band, sowohl Materialkosten als auch Schreibkräfte. Letztere musste Origenes, was das Hebräische betraf, außerhalb seiner griechisch-christlichen Gemeinde in Caesarea suchen. „Man stelle sich vor: ein Armarium, gefüllt mit vierzig gleich aufgebauten Codices. Wo immer man sie öffnet, erscheinen sechs parallele Kolumnen.“ Sie enthielten:
1. den hebräischen Text in hebräischer Schrift;
2. den hebräischen Text in griechischer Umschrift;
3. die griechische Übersetzung des Aquila;
4. die griechische Übersetzung des Symmachus;
5. die griechische Übersetzung der Septuaginta;
6. die griechische Übersetzung von Theodotion.

Die fünfte Kolumne war der Kern des Projekts. Hier bot Origenes für die Hand gebildeter Christen eine Edition der im kirchlichen Gebrauch stehenden Septuaginta. Asterisci markierten Änderungen, die Origenes aufgrund der anderen Übersetzungen vorgenommen hatte. Text der Septuaginta, der in der hebräischen Version nicht enthalten war, markierte Origenes in der fünften Kolumne mit Obeli. Die zweite Kolumne ermöglichte es griechischsprachigen Lesern, sich im unvokalisierten Konsonantentext der ersten Kolumne zurechtzufinden, sofern sie ein wenig Aufwand betrieben und das hebräische Alphabet gelernt hatten. Origenes selbst hatte nur geringe Kenntnisse der hebräischen Sprache. Aquilas besonders wörtliche Übersetzung (dritte Kolumne) nutzte er meistens, um den hebräischen Text zu verstehen; die gelegentlichen hebräischen Zitate in Origenes’ Schriften sind, so John McGuckin, nur gelehrtes Beiwerk, um die Leserschaft zu beeindrucken.
Der Briefwechsel mit Sextus Iulius Africanus wirft ein interessantes Licht auf den Philologen Origenes. Africanus wies nach, dass die im hebräischen Text nicht enthaltene Erzählung von Susanna im Bade jünger ist als das hebräisch-aramäische Buch Daniel und dass sie ursprünglich auf griechisch verfasst wurde, da griechische Wortspiele für die Handlung wesentlich sind – die moderne Exegese sieht das genauso. Er beurteilte die Erzählung als Fälschung, die dem Buch Daniel nachträglich angefügt worden sei. Origenes widersprach und behauptete gegen alle philologischen Argumente, aber mit massiver antijüdischer Tendenz, es könne trotzdem eine hebräische Vorlage der Susanna-Geschichte geben, die von den Juden unter Verschluss gehalten werde. In der Susanna-Geschichte treten zwei jüdische Älteste als Schurken auf, die der Susanna nachstellen und von Daniel entlarvt werden. Zeitgenössische Juden unterdrückten angeblich den für die Autorität ihrer Ältesten heiklen Text. Die Septuaginta aber enthielt die Susanna-Geschichte, und in der Kirche wurde sie gelesen. Das war für Origenes maßgeblich, und daran ließ er nicht rütteln.
Wie sich die Kommentare und die Scholien des Origenes zueinander verhalten, ist unsicher. Paul Koetschau und Pierre Nautin vermuteten, Origenes habe alle biblischen Bücher auslegen wollen, und weil ihm das allein mit Kommentaren nicht gelang, habe er mit Scholien die Lücken aufgefüllt. Dies ist aber unwahrscheinlich, weil es Scholien auch zu biblischen Büchern gab, die Origenes kommentiert hatte. Christoph Markschies zufolge war ein σχόλιον schólion (Hieronymus: excerptum) zur Zeit des Origenes keine Einzelerklärung einer sprachlich-sachlich schwierigen Textstelle, sondern eine private Mitschrift eines Hörers seiner Vorlesungen. Während Origenes seine Kommentare redigierte und veröffentlichte, zirkulierten solche unautorisierten Mitschriften im kleinen Kreis, fanden aber letzten Endes auch den Weg in die Öffentlichkeit.
Origenes gab sich keine Mühe, seine Texte literarisch anspruchsvoll zu gestalten. Sie tragen die Kennzeichen des mündlichen Vortrags. „In oft langen Perioden wird, ohne luzide Gliederung u. unterbrochen von Nebengedanken […] in gelehrter Manier Überlegung auf Überlegung gehäuft, um den analysierten Gedanken möglichst genau herauszuarbeiten.“

### Kontakte mit jüdischen Gelehrten

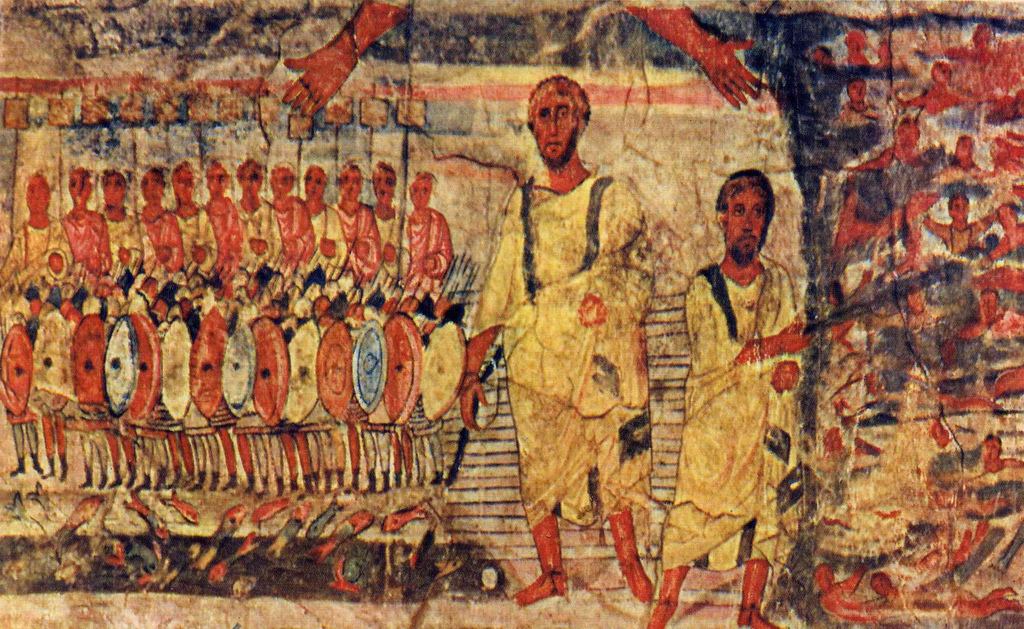
Zug der Israeliten durchs Rote Meer, jeder Stamm hat seinen separaten Pfad (Fresko in der Synagoge von Dura Europos, 3. Jahrhundert n. Chr., Nationalmuseum Damaskus)

Die jüdische Gemeinde von Alexandria war in hellenistischer und frührömischer Zeit sehr groß und berühmt gewesen. Sie wurde aber bei der römischen Niederschlagung ihres Aufstands in den Jahren 115–117 vernichtet, so dass Origenes sie nicht mehr kennenlernte. Während seiner zweiten Lebensphase in Caesarea war es für Origenes viel leichter, sich über das Judentum zu informieren. Es gab vor Ort eine jüdisch-rabbinische, eine samaritanische und eine judenchristliche (ebionitische) Gemeinde. Origenes erwähnte öfter, dass er sich schwierige Bibelstellen von jüdischen Gelehrten erklären ließ. Namentlich erwähnte er einen „Patriarchen Jullos“ (Ἰούλλος, bei Hieronymus: Hiullus), dessen Identifikation allerdings unsicher ist. Er erfragte von seinen Gewährsleuten auch den Bedeutungsumfang hebräischer Wörter. Der hebräische Bibeltext war für Origenes interessant, aber die Heilige Schrift des Alten Testaments war für ihn die Septuaginta, die seiner Meinung nach göttlich inspirierte Übersetzung ins Griechische. Er kannte einige zeitgenössische tannaitische Midraschim. Besonders bei seiner Kommentierung des Buchs Exodus übernahm er jüdische Auslegungen; beispielsweise referierte er die Tradition, dass beim Auszug aus Ägypten für jeden der Zwölf Stämme Israels ein eigener Pfad durch das Rote Meer gebahnt worden sei. Auf Flavius Josephus bezog er sich öfter, besonders auf das Testimonium Flavianum. Von Philon von Alexandria, den er aber nur selten namentlich anführte, übernahm Origenes die philosophisch-spirituelle Bibelauslegung; er war Vorbild bei der Allegorese, was sich bis in Einzelauslegungen zeigen lässt, und lieferte Origenes rund 20 Prozent seiner Etymologien biblisch-hebräischer Namen. Lee I. Levine vermutet, dass der Austausch des Origenes mit jüdischen Gesprächspartnern in Caesarea ein Geben und Nehmen gewesen sei; einerseits lernte Origenes so rabbinische Traditionen kennen, andererseits vermittelte er dem Amoräer Hoschaja möglicherweise Gedankengut Philons. Die grundlegende Studie zu diesem Thema stammt von Nicholas de Lange (1978). Er urteilte vorsichtig, dass die gute Kenntnis der jüdischen Traditionen das Alleinstellungsmerkmal des Origenes unter den griechisch schreibenden Theologen der Alten Kirche gewesen sei. Henri Crouzel übernahm de Langes Forschungsergebnisse in plakativ vereinfachter Form und schloss, Origenes sei mit Rabbinen befreundet gewesen. Wahrscheinlicher ist aber eine Konkurrenzsituation aufstrebender jüdischer und christlicher Gemeinden in einer Stadt, die insgesamt pagan-römisch geprägt war.
Im Matthäus-Kommentar und in der Apologie Contra Celsum äußerte sich Origenes mehrfach zur heilsgeschichtlichen Rolle des Judentums. Bei der Kommentierung des Streitgesprächs über den Scheidebrief (Mt 19,7–8 ) erläuterte er, die Synagoge sei die erste Frau des Logos (= Jesus Christus) und habe sich von ihm getrennt. Aber in der weiteren Kommentierung erinnerte sich Origenes daran, dass Paulus die endgültige Rettung Israels erwartete (Röm 11,2 ), und formulierte deshalb, dass der Logos die Synagoge trotz Scheidung in Zukunft wieder annehmen werde.
In Contra Celsum vertrat Origenes bezüglich der Rolle des Judentums zwei weitgehend voneinander unabhängige Argumentationen: Einerseits entspreche es der göttlichen Vorsehung, dass die von Jesus Christus vermittelte Erlösung alle Menschen erreichte. Die Ablehnung Jesu durch die Mehrheit der Juden sei in diesem göttlichen Heilsplan nur akzidentiell. Andererseits gipfelte in der Sicht des Origenes eine lange Ungehorsamsgeschichte der Juden in dem Verrat an Jesus, und als Strafe habe Gott ihnen Prophetie, heilige Schriften und Heilsangebot weggenommen und sie den Nichtjuden zugänglich gemacht.
Hatte sich Kelsos um 180 polemisch mit einem hellenistischen Judentum auseinandergesetzt, so stand Origenes in den 240er Jahren vor allem die rabbinische Gemeinde in Caesarea vor Augen. Für Kelsos war das Christentum eine abseitige Sondergruppe des an sich schon verachtenswerten Judentums. Er machte sich daher über die jüdische Lebensweise lustig – Origenes widersprach, weil die jüdische Tradition sich ebenso wie das Christentum göttlicher Offenbarung verdanke. Dabei war Origenes der moderne Gedanke fremd, dass das Christentum sich aus dem Judentum entwickelt habe.

### Kontakte mit Philosophen

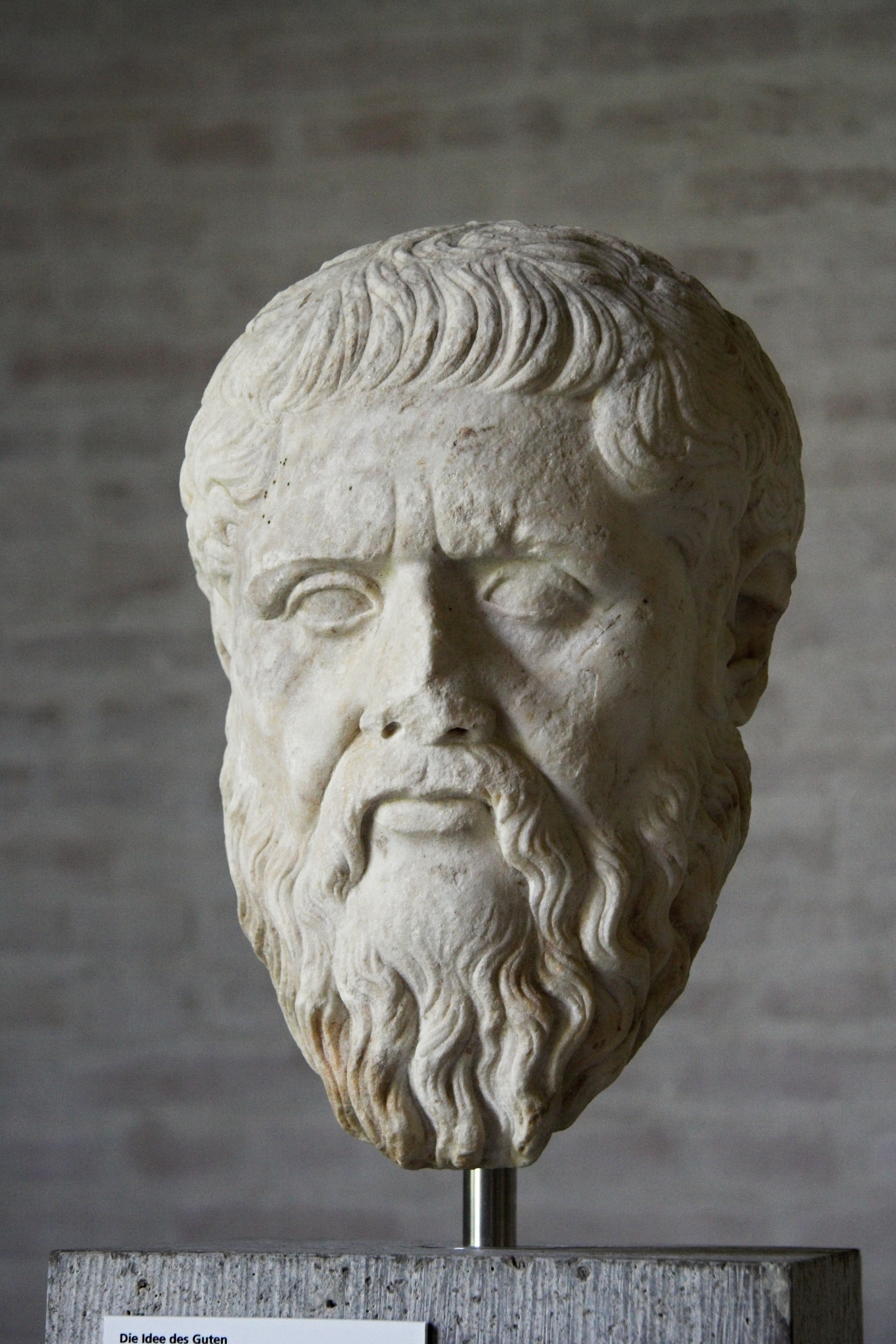
Kopf Platons, römische Kopie nach Silanion (Glyptothek München)

„Der Philosoph der Römischen Kaiserzeit (high empire) war … ein Kompositwesen, eine komplexe und idiosynkratische Mischung von wanderndem Sophisten und erleuchtetem Guru,“ stellen Anthony Grafton und Megan Williams fest: Die Zweite Sophistik hatte in verschiedenen Wissensgebieten technische Brillanz und Systembildung gefördert. Man gab sich sehr belesen und verortete sich in einer bestimmten Schultradition; die getreue Nachfolge von Autoritäten (mit entsprechender Streitlust gegen konkurrierende Schulen) verlieh den eigenen Werken Legitimität. Aber zur Zeit des Origenes hatten die Schulrivalitäten ihre Schärfe verloren. Ein Philosoph konnte eklektisch auf verschiedene Werke von Philosophen, Dichtern, ja sogar „Barbaren“ (sofern sie ins Griechische übersetzt worden waren) zugreifen. Wichtig war, dass er selbst als charismatische Persönlichkeit seinen Schülern vorlebte, was er lehrte. Dies waren für Origenes günstige Voraussetzungen, da seine Heilige Schrift in ihrem ersten Hauptteil in einer „barbarischen“ Sprache verfasst worden war.
Wie alle Autoren der Alten Kirche verstand Origenes die christliche Lehre (und also auch seine eigenen Veröffentlichungen) nicht als Theologie, sondern als christliche oder biblische Philosophie: „Das Christentum ist somit eine philosophische Wahrheit, die durch die natürliche Vernunft ergründet werden kann. Auch die Bibel selbst ist Philosophie.“ Den platonischen Dialogen Ion und Phaidros zufolge ermöglichten die Götter den Menschen das Philosophieren. Dem Phaidros-Kommentator Hermeias von Alexandria zufolge geschah dies durch „Illuminationen und Inspirationen“. Diesen platonischen Inspirationsbegriff (ἐπίπνοια epípnoia) nutzte Origenes, um die Inspiriertheit der christlichen Bibel zu beschreiben. Die Bibeltexte bestätigen demnach, was durch Philosophieren schon immer bekannt und anerkannt war, insbesondere im Bereich der Ethik. Mit diesem apriorischen Vorwissen, nicht mit Bibelstellen, argumentierte Origenes auch gegen seiner Meinung nach falsche philosophische Anschauungen, etwa die These, die Materie sei mit Gott gleichewig, oder die Ablehnung der göttlichen Vorsehung. Der Traktat De mundo, der fälschlich Aristoteles zugeschrieben wurde, beschränkte die Vorsehung auf die supralunare Sphäre: dies war ein Hauptgrund für Origenes’ polemische Ablehnung des Aristoteles, denn damit wäre eine Beziehung des Menschen zu Gott fraglich, Opfer und Gebete nutzlos.
Im Zentrum der Philosophie Platons steht der Gedanke, dass der in theoretischer Sicht transzendente, dem Menschen entzogene Gott, in praktischer Sicht, wo es um die Ethik geht, dem Menschen nahe ist und der Mensch Gott ähnlich werden kann. Origenes fand diesen Gedanken im biblischen Schöpfungsbericht wieder. Zur Gottebenbildlichkeit heißt es dort: „Und Gott sprach: Wir wollen den Menschen machen nach unserem Bild und nach der Ähnlichkeit“; Origenes kommentierte: „Bild“ ist die unverlierbare, von Gott verliehene Entscheidungsfreiheit – „Ähnlichkeit“ ist das, womit der Mensch sich aktuell entweder Gott oder dem Teufel angleicht. Die Ähnlichkeit mit Gott ist demnach verlierbar. Das unverlierbare Nach-dem-Bild-Gottes-Sein besagte für Origenes, dass Gott und die Menschen vernunftbestimmt sind, und daraus folgte für ihn notwendig, dass moralisches Handeln für Gott und für die Menschen das Gleiche bedeutet.
Origenes zeigte, dass er sich in der Ideenlehre, wie sie im Übergang vom Mittel- zum Neuplatonismus diskutiert wurde, gut auskannte. Er spielte die Prinzipientheorie mehrfach ein, um Gott-Sohn als zweite Person der Trinität zu profilieren, da die traditionelle Logostheologie seines Erachtens hier nicht weiterführte. Beispielsweise schlug Origenes in Contra Celsum eine „wissenschaftliche Untersuchung“ (ζήτησις zḗtēsis) darüber vor, ob Gott-Sohn „Wesen der Wesen“, „Idee der Ideen“ und „Ursprung“ sei, Gott-Vater aber jenseits davon stehe. Er deutete also an, dass seine Trinitätslehre platonisch anschlussfähig sein könnte, legte sich aber nicht darauf fest.
Innerhalb des Platonismus beteiligte sich Origenes an der Diskussion der Seelenwanderungslehre und hatte hier insofern eine „Schlüsselstellung“ (Theo Kobusch), als er die Transmigration der Seele in Tierkörper zurückwies und entsprechende Stellen in Platons Werken moralisierend umdeutete: „Wenn die Seele vom Guten herabsinkt und sich zur Schlechtigkeit hinneigt und immer mehr in diese hineingerät, dann wird sie, wenn sie nicht umkehrt, infolge der Unvernunft viehisch und infolge der Bosheit wie ein Tier.“ Zu dieser Modifikation veranlasste ihn der Freiheitsgedanke, der für Origenes zentral war: Menschen haben Freiheit, Tiere nicht; tierhaft lebende Menschen machen von ihrer Freiheit keinen Gebrauch, sondern überlassen sich ihren Naturtrieben. Während Origenes persönlich die Seelenwanderungslehre ablehnte, hielt der Neuplatonismus daran fest, Origenes’ Argumentation scheint dort aber Eindruck gemacht zu haben, weil Porphyrios und Iamblichos von Chalkis betonten, dass die Seelenwanderung die ontologischen Grenzen niemals überschreite und Platon mit der Tierwerdung der Seele die Reinkarnation in einen tierhaft lebenden Menschen gemeint habe. Seine Freiheitsphilosophie bezog Origenes aus der Stoa, der er auch in der Ethik positive Impulse entnahm, während er die stoische Kosmologie mit dem in ihr angelegten Pantheismus ablehnte.
In der Auseinandersetzung mit Kelsos griff Origenes auf das platonische Konzept der Ungeschriebenen Lehre zurück, um zu verdeutlichen, warum die Propheten und Apostel die höchsten Wahrheiten der Menge vorenthalten hätten. Nicht an sich, aber im Alltagsgespräch seien sie unsagbar. Gegen den Vorwurf des Kelsos, das Christentum gründe sich auf „bloßen Glauben“, würdigte Origenes den Autoritätsglauben der einfachen Christen; ein selbst durchdachter Glaube sei freilich besser.

### Origenes’ Theologie als christliche Philosophie

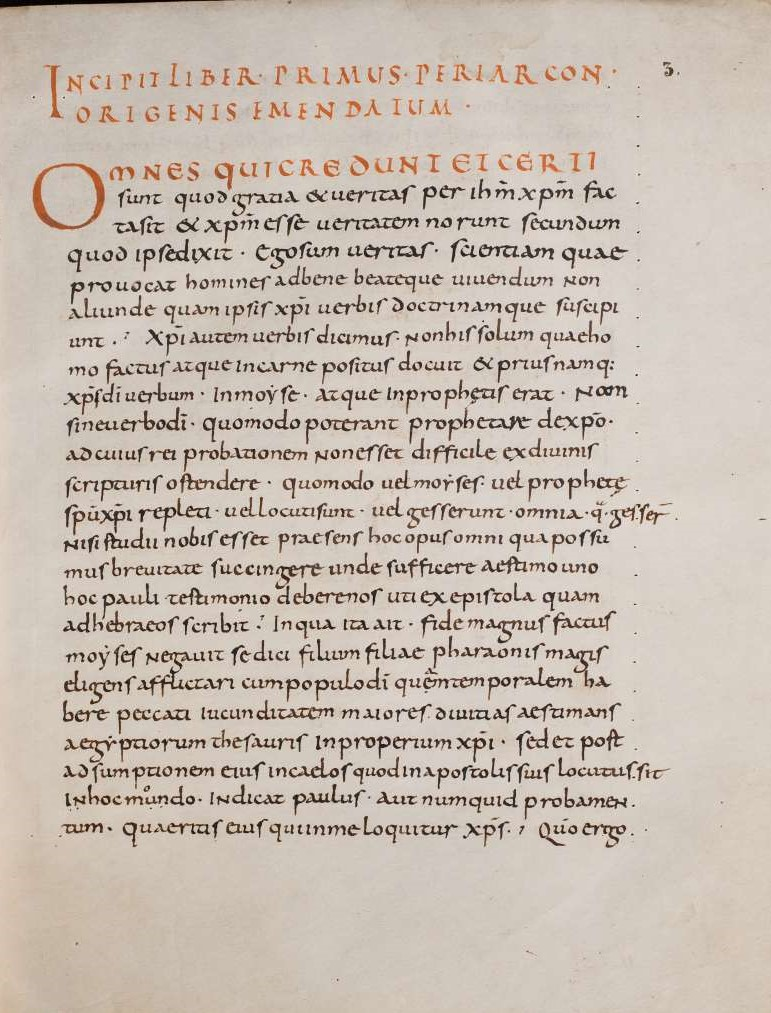
Der Anfang von Origenes’ De principiis in einem karolingischen Manuskript des 10. Jahrhunderts (Herzog August Bibliothek Cod. Guelf. 57 Weiss., fol. 3 r)

In einem Frühwerk unternahm Origenes den Versuch, die einzelnen Glaubenssätze der kirchlichen Überlieferung (Regula fidei) zu durchdenken, mit Bibelzitaten zu vertiefen und in einen Gesamtentwurf zu integrieren:
Dieses in der Theologiegeschichte sehr einflussreiche Werk ist so, wie Origenes es schrieb, nicht erhalten. Es gibt eine gekürzte und offensichtlich entschärfte lateinische Übersetzung des Rufinus von Aquileia, und es gibt Zitate aus De principiis bei Origenes-Kritikern, die ohne Kontext präsentiert werden. Der fehlende Kontext macht das Verständnis schwierig. Denn nicht jeder Satz in De principiis gibt Origenes’ eigene Meinung wieder. Er zeigte gerne Probleme auf und spielte verschiedene Antworten durch; manchmal ließ er mehrere Lösungen nebeneinander stehen, in anderen Fällen entschied er sich für eine Antwort.
In Bezug auf das Gesamtwerk des Origenes lässt sich feststellen, dass mehrere Leitgedanken immer wiederkehren:
- Freiheit, Verantwortung und Schuldfähigkeit des Menschen;
- Gottes Vorsehung und seine auf die Menschheit bezogene Pädagogik;
- Gottes Gerechtigkeit und Güte.

In Origenes’ Anthropologie überlagern sich eine platonische Dreiteilung und eine biblische Zweiteilung. Platonisch gesehen, hat die Seele (lateinisch anima, griechisch ψυχή psychḗ) eine Mittelstellung zwischen Körper (corpus, σῶμα sỗma) und Geist (mens, νοῦς noũs); der biblische Autor Paulus von Tarsus betonte den Gegensatz zwischen Fleisch (caro, σάρξ sárx) und Geist (spiritus, πνεῦμα pneũma) – und Origenes versuchte, beide Konzepte zusammenzudenken. Die Körperlichkeit des Menschen war für Origenes in fließendem Wandel, so dass der Mensch, genau genommen, schon nach wenigen Tagen nicht mehr denselben Leib habe wie zuvor. Und doch bleibe die „somatische Form“ von der Kindheit bis ins Alter erhalten. Mit dieser „somatischen Form“, verwandelt zu einem pneumatischen Leib, werde die Seele nach der Auferstehung wieder bekleidet.
Die Bibel war für Origenes in Analogie zum Menschen aus verschiedenen Bestandteilen zusammengesetzt. Daraus ergebe sich ein mehrfacher Schriftsinn:
- Dem menschlichen Fleisch (lateinisch caro, griechisch σάρξ sárx) entspricht der Literalsinn einer Bibelstelle.
- Der Seele (anima, ψυχή psychḗ) entsprechen Typologien und Allegorien, die einen ethischen Sinn der Bibelstelle erschließen.
- Dem Geist (spiritus, πνεῦμα pneũma) entsprechen mystische Allegorien (anagogische, d. h. „nach oben führende“ Deutung).

Der verborgene mystische Sinn war für Origenes stets wichtiger als der Literalsinn; er sei „der vom Heiligen Geist gewebte Faden hinter klaren wie rätselhaften Aussagen oder Bildern der Bibel […] Was in Platons Höhlengleichnis der Aufstieg aus der sinnlich wahrnehmbaren Welt mit den Schattenwürfen geistiger Dinge und der Hinwendung zum wirklichen Sein ist, sucht sich bei Origenes einen spezifisch christlichen Rahmen.“
Origenes beschrieb die Gottheit als „einfache geistige Natur“ (intellectualis natura simplex), „Einheit“ (μονάς monás) und „Einsheit“ (ἑνάς henás). Um zu erklären, wie der eine und einzige Gott die Vielfalt der wahrnehmbaren Wirklichkeit geschaffen habe, setzte Origenes ein platonisches Paradigma voraus – die Unterscheidung der sinnlich wahrnehmbaren materiellen Welt von der auf sie bezogenen geistigen Realität. Sodann folgte Origenes einem Gedankengang Philons, der auch von einigen Gnostikern geteilt wurde:
Die Gottheit schuf demnach von Ewigkeit her vernunftbegabte Geistwesen (νόες nóes). Sie hatten die Fähigkeit der Gottesschau, fielen aber aus eigenem freien Willen in unterschiedlichem Maße davon ab und wurden durch einen Prozess des Erkaltens und Verdichtens zu Seelen, die einen materiellen Körper erhielten. Für sie schuf Gott aus dem Nichts den materiellen Kosmos, um sie pädagogisch zur Gottesschau zurückzuführen. Die materielle Wirklichkeit ist für die gefallenen Geistwesen ein „Ort der Bewährung […], durch den ‚hindurch‘ sie wieder zu Gott ‚hinauf‘ gelangen könnten.“
Der göttliche Logos ist einerseits (vgl. Kol 1,15 ) „Erstgeborener der (ersten) Schöpfung (von Geistwesen)“ und andererseits die Kraft, mit der Gott den materiellen Kosmos erschafft. Der Logos ist eine Seinsweise (Hypostase) Gottes; er ist Gott-Sohn, der von Gott-Vater ewig gezeugt wird, in der Substanz von ihm geschieden, doch im Willen von ihm ununterscheidbar. Gott-Sohn hat in der Bibel verschiedene Namen (wie zum Beispiel „Christus“, „Weisheit“ oder „Leben“); dies sind „Wahrnehmungsaspekte“ (ἐπίνοιαι epínoiai), durch die der eine Gott mit der Vielfalt der geschaffenen Welt in Beziehung steht. Der Heilige Geist ist die vornehmste durch den Logos geschaffene Kreatur, die am göttlichen Status des Logos und an seinen Wahrnehmungsaspekten Anteil hat.
Christoph Bruns sieht bei Origenes eine im Entstehen begriffene Trinitätslehre; das Beziehungsgefüge der drei göttlichen Hypostasen lasse sich wie folgt zusammenfassen:
- Gott-Vater: Ursprung aller Wirklichkeit, das Seiende, das Gute und Vollkommene schlechthin.
- Gott-Sohn: Vom Vater in Ewigkeit gezeugt, ihm in ewiger Schau zugewandt, vermittelt er die All-Einheit des Vaters zur Vielheit der geschaffenen Welt (Epinoiailehre).
- Heiliger Geist: Vom Vater durch den Sohn geschaffne Kreatur, von den Vernunftwesen aber durch seine Heiligkeit und durch seine Relation zum Vater und zum Sohn unterschieden; das Verhältnis zum Sohn kann als Unterordnung oder Beiordnung bezeichnet werden.

Origenes konnte das Verhältnis zwischen den trinitarischen Instanzen Vater, Sohn, Geist subordinatianistisch formulieren: der Vater dringe zu allem Seienden hindurch, der Sohn dagegen nur zu den Vernunftwesen und der Heilige Geist nur zu den Heiligen. Andererseits konnte Origenes Sohn und Geist auch auf eine Stufe stellen; und eine gemeinsame Natur der drei Hypostasen (De principiis 1,8,3) passt nicht zu einem strengen Subordinatianismus. Dieser uneindeutige Befund im Schrifttum des Origenes hatte zur Folge, dass sich im 4. Jahrhundert in der Diskussion der homoousios-Formel, die 325 durch das Konzil von Nicäa verbindlich gemacht worden war, alle Seiten auf Origenes beriefen und die „neunizänische“ Synthese, die auf dem Konzil von Konstantinopel 381 durchgesetzt wurde, sprachlich, aber auch sachlich von Origenes geprägt war.
Der Lehrer der Menschen bei ihrem erneuten Aufstieg zur Gottesschau ist Jesus Christus. In seiner Inkarnation hat sich, so Origenes, der präexistente Logos mit einer besonderen Seele und einem besonderen Körper so verbunden, dass die Gottesschau möglich ist: Die Seele Jesu war wie alle Seelen ursprünglich reiner Geist (noũs), blieb aber im Gegensatz zu allen anderen Geistwesen stets in der Gottesschau und mit dem Logos verbunden. Sie gebrauchte ihre Freiheit stets zur Wahl des Guten. Sie sank nicht wie die anderen Geistwesen in die materielle Welt ab, sondern wurde von Gott-Vater mit Fleisch bekleidet. Dabei blieb sie durchdrungen vom Leben des Logos. Anhand der Seele Jesu entfaltete Origenes eine christologische Zwei-Naturen-Lehre und gelangte in die Nähe des späteren Konzepts der Communicatio idiomatum. Da Origenes alle Aussagen des Neuen Testaments über Jesus Christus bejahte, konnte er die Erlösung auch einmal im Stil des Paulus beschreiben: als Opfertod Christi am Kreuz, durch den die Versöhnung mit Gott erfolgt. Für Origenes’ Theologie sind solche Überlegungen aber nicht charakteristisch. Nachfolge Christi hieß für Origenes, dass der einzelne Mensch je nach seinen persönlichen Voraussetzungen mehr oder weniger unvollkommen Anteil an der Gottesschau gewinnt – und darin bestehe die Erlösung. Das Ziel ist eine vor allem intellektuelle Gemeinschaft mit Gott (Erleuchtung und Erkenntnis); Origenes sah sich als Pädagogen, der seine Schüler auf ihrem asketischen Weg begleitete. Zur Kirche gehören einerseits die Geistwesen, die an der Gottesschau teilhaben, andererseits die irdischen Existenzen, die Christus nachfolgen und durch ihn auf Gott ausgerichtet sind.
Die Sakramente verstand Origenes als „Symbole einer inneren Wandlung“ (Rowan Williams). Die mit Wasser vollzogene Taufe war für Origenes weniger wichtig; entscheidend sei die Aufnahme des Logos in die Seele und der Beginn der Nachfolge Christi. Darum kam für Origenes wie für andere frühchristliche Theologien das Martyrium der Taufe gleich. Bei der Eucharistie war er (in der Begrifflichkeit späterer Kontroversen formuliert) der Ansicht, „daß der Logos eher ‚mit‘ als ‚unter‘ den Elementen des Sakraments [= Brot und Wein] gegenwärtig“ sei. Als wahre Nahrung für den menschlichen Geist sah Origenes hingegen das Wort Gottes, das sich durch Lektüre der Bibel erschließe; entsprechend wichtig war ihm seine Lehre vom mehrfachen Schriftsinn.
In der Eschatologie erwartete Origenes im Gegensatz zu den meisten altkirchlichen Theologen keinen doppelten Ausgang der Weltgeschichte (Erlösung für die Guten, Verdammung für die Bösen), sondern erwog die Rückkehr aller Vernunftwesen in die Gemeinschaft mit Gott. Er bezeichnete dies als „Wiederherstellung von allem“ (ἀποκατάστασις τῶν πάντων apokatástasis tỗn pántōn). Das Weltgericht, das ihm durch die Kirchenlehre vorgegeben war, integrierte er so in sein Denken, dass es eine Station, aber nicht das Ziel sei. Da die Vernunftwesen ihren freien Willen behalten und Gott sie nicht zwingt, nahm Origenes für ihre Rückkehr lange Zeiträume und weitere Welten nach dem Ende des gegenwärtigen Kosmos an. Als Philosoph konnte Origenes nicht ausschließen, dass die Vernunftwesen nach ihrer Rückkehr in die Gottesgemeinschaft dieser überdrüssig werden, herausfallen und der ganze Prozess immer weitergeht. Er hielt den Bibelvers 1 Kor 13,8a  dagegen, den er so verstand, dass die Geistwesen durch ihre Rückkehrerfahrung in der Gottesliebe so gestärkt seien, dass sie darin verharren. Aber er legte sich in diesem Punkt nicht fest.

### Kontakte mit Gnostikern
Im 3. Jahrhundert zeigte sich, dass die schlichte Kirchenlehre gebildete Christen nicht mehr zufriedenstellte und von Gnostikern entworfene Systeme eine große Faszination auf sie ausübten. Origenes kam mehrfach in Kontakt mit Gnostikern valentinianischer Prägung. Für ihn war es eine intellektuelle Herausforderung, einen Gegenentwurf zum valentinianischen System vorzulegen, der ihm bezüglich der Verankerung in der kirchlichen Tradition, aber auch in der philosophischen Tiefe überlegen sein sollte.
Holger Strutwolf zufolge war Origenes sowohl im Gesamtaufriss seines theologischen Systems als auch in Einzelzügen vom Dialog mit Valentinianern geprägt: So habe er die valentinianische „Äonenlehre in eine Epinoialehre transformiert, d. h. die Hypostasen der Valentinianer zu Eigenschaften des Sohnes transformiert.“ An die Stelle des valentinianischen Sophia-Mythos tritt bei ihm die Lehre vom Fall der Vernunftwesen, die im valentinianischen Schrifttum (Evangelium Veritatis) Parallelen hat. Damit gelang es Origenes, gegen die Gnosis und mit der kirchlichen Tradition an der Identität des höchsten Gottes mit dem Schöpfergott festzuhalten. Mit der Lehre vom unterschiedlich tiefen Fall der mit freiem Willen begabten Vernunftwesen überwand Origenes die Drei-Naturen-Lehre der Valentinianer, wobei er zugleich ihr Anliegen aufgriff, die unterschiedlichen Lebenschancen und Entwicklungspotentiale der Menschen zu erklären. „Was die Valentinianer hierbei als endgültig festgelegte Naturen verstehen, wird bei Origenes zur durch Willensfreiheit in der Präexistenz erworbenen Prädisposition […], die letzten Endes durch Erziehung und Übung überwunden werden kann.“ In der Christologie der Valentinianer lässt sich Strutwolf zufolge eine Entwicklungslinie von Doketismus hin zu einer Art Zwei-Naturen-Lehre aufzeigen, die für Origenes anschlussfähig war. Er betonte aber über den Valentianismus hinausgehend die unlösbare Verbindung der Seele Jesu mit dem göttlichen Logos als naturhafte Teilhabe. In der Eschatologie setzte sich, so Strutwolf, mit der Apokatastasis „die Logik der valentinianischen Pneumalehre in der Freiheitslehre des Origenes durch.“
In den Kontext der Auseinandersetzung mit gnostischen Entwürfen gehört auch die kleine Schrift „Über das Gebet“ (De oratione), eine Vaterunser-Erklärung, die Origenes auf Wunsch seines Mäzens Ambrosius anfertigte. Unter Gnostikern war eine deterministische Sicht der göttlichen Vorsehung verbreitet, die Beten überflüssig machte. Dagegen wandte sich Origenes, der seinem Traktat einen Praxisteil befügte.

## Wirkungsgeschichte

### Spätantike

#### Origenismus
Als Origenismus wird die Weiterentwicklung der christlichen Philosophie des Origenes durch andere Theologen bezeichnet. Eine solche Weiterentwicklung ist die (553 verurteilte) Lehre von der Kugelform der Auferstehungskörper, die sich bei Origenes nicht findet, aber bei Origenisten bereits um 400 bezeugt ist.
Ein erstes Zentrum des Origenismus war Alexandria. Nach dem Weggang des Origenes entwickelte sich die dortige Katechetenschule zu einer Art Kaderschmiede für das alexandrinische Bischofsamt. Sie stand zunächst unter Leitung des Heraklas. Er hatte sich vom Schüler zum Gegner des Origenes gewandelt. Aber mit Dionysius übernahm um 232 ein Alexandriner die Schulleitung, der in gutem Einvernehmen mit Origenes stand und insbesondere dessen Art der Bibelauslegung und dessen Trinitätslehre übernahm. Hatte Origenes wie die meisten frühchristlichen Theologen die Unterordnung des Sohnes unter Gott-Vater gelehrt, so radikalisierte Dionysius diesen Subordinatianismus, um der Anschauung entgegenzutreten, Vater und Sohn seien nur Seinsweisen des einen Gottes, also praktisch identisch (Monarchianismus).
Im frühen ägyptischen Mönchtum wurde das asketisch-mystische Erbe des Origenes rezipiert; erkennbar wird das erstmals bei Hierakas, der die körperliche Auferstehung bestritt. Durch die Auseinandersetzung mit Hierakas kam nun auch das übergeordnete Konzept, die Eschatologie des Origenes, in den Fokus der Kritik. Nun meldeten sich Verteidiger des Origenes aus Caesarea: Pamphilos, der eine umfangreiche Apologie verfasste, und dessen Schüler Eusebius. Dabei zeigte sich, dass Origenes in Caesarea zwar hoch verehrt wurde, seine Schriften in der Bibliothek aber bereits Schäden erlitten hatten, vermutlich während der Christenverfolgung, bei der Origenes selbst inhaftiert und gefoltert wurde.
Der arianische Streit lässt sich, so Lorenzo Perrone, auch als interne Auseinandersetzung unter den Origenisten in Alexandria verstehen, die dann immer weitere Kreise zog: auf der einen Seite Arius, der die bei Origenes als Tendenz vorhandene Unterordnung des Sohnes unter den Vater ins Extrem steigerte – auf der anderen Seite Bischof Alexander, der an der Lehre des Origenes festhielt: Gott-Sohn wird von Gott-Vater ewig gezeugt. Athanasius, der Alexander als Diakon zum Konzil von Nicäa (325) begleitet hatte, folgte ihm 328 im Bischofsamt nach. Er sah die in Nicäa angenommene homoousios-Formel als übereinstimmend mit der Lehre des Origenes und verteidigte sie gegen die Partei des Arius; unterdessen widmete sich Didymus der Blinde als letzter bekannter Leiter der alexandrinischen Katechetenschule dem theologischen Erbe des Origenes: allegorische Bibelauslegung, platonische Traditionen, Präexistenz der Seelen, Apokatastasis und (gegen den Manichäismus) menschliche Willensfreiheit.
Origenes hatte Begriffe und Konzepte gefunden, die ein Reservoir bildeten, aus dem sich alle Beteiligten der trinitätstheologischen Debatten des 4. Jahrhunderts bedienten: Er sprach beispielsweise als erster von drei Hypostasen der Gottheit, sah Gott-Sohn von Ewigkeit her an der Seite Gott-Vaters, unterschied göttliche und menschliche Natur in Christus; die innertrinitarischen Beziehungen von Vater, Sohn und Heiligem Geist zueinander sah er zusammen mit den verschiedenen „Rollen“, die sie in der Heilsgeschichte haben. Doch nachdem die Konzilien von Nicäa 325 und Konstantinopel 381 in der Trinitätslehre Sprachregelungen festgelegt hatten (Nicäno-Konstantinopolitanum), wirkten die Formulierungen des Origenes auf spätere Leser defizitär.

#### Erster origenistischer Streit
Hintergrund des ersten origenistischen Streits war ein seit der Konstantinischen Wende verändertes kirchliches Klima: Die theologische Lehre wurde nun auf Bischofssynoden in Formeln fixiert, und Bischöfe waren ihre autorisierten Interpreten. Für experimentelles Denken in der Art des Origenes wurden die Freiräume damit kleiner. Ein gelehrter Mönch wie Euagrios Pontikos, der einen eigenständig weitergedachten Origenismus lehrte, wurde aus bischöflicher Sicht zum Problemfall. Zunächst geriet Bischof Theophilos von Alexandria mit ungebildeten ägyptischen Mönchen in einen Konflikt, die die Bibel, insbesondere Aussagen über Gottes Gesicht und seine Körperteile, wortwörtlich auffassten; ein Mönch „Photin“ (wohl identisch mit Euagrios) erläuterte ihnen, wie solche Aussagen im Sinne des Origenes verstanden werden könnten. Aus unklaren Gründen schwenkte der Alexandriner Bischof nun um; Rowan Williams vermutet „Gewaltandrohungen seitens extremistischer Mönche und die Gelegenheit, mächtige kirchenpolitische Rivalen in Mißkredit zu bringen.“ Er etikettierte Mönche, mit denen er Schwierigkeiten hatte, aber auch Bischöfe, die solche Mönche schützten, als „Origenisten“. Lothar Lies zufolge betrieb Theophilos einen „antiorigenischen Feldzug“, bei dem er Origenes auf Synoden verurteilen ließ und persönlich in Wüstenklöstern Schriften des Origenes zerstörte. Dabei habe er die Rückendeckung des Papstes Anastasius I. gehabt.
Als Häresiologe entwarf Bischof Epiphanios von Salamis ein griffiges Bild des durch übermäßige Bildung vom rechten Glauben in Spekulationen abgeirrten Origenes. Durch provokatives Auftreten des Epiphanios 393 in Palästina eskalierte der Konflikt: In einem Brief bezichtigte er den Bischof Johannes von Jerusalem und den in Jerusalem lebenden Asketen und Übersetzer Rufinus von Aquileia, dem „Origenismus“ anzuhängen. Hieronymus, der als Gelehrter in Bethlehem lebte, hatte bis dahin ausgiebigen Nutzen aus den Schriften des Origenes gezogen und war mit Rufinus seit Studienzeiten befreundet. Aber nachdem er den Brief des Epiphanios ins Lateinische übersetzte und so zur Verbreitung der Vorwürfe beitrug, war es damit vorbei. Der Jerusalemer Bischof sorgte dafür, dass das Bethlehemer Kloster nicht mehr von seinen Priestern versorgt wurde, und Epiphanios ordinierte daraufhin den Bruder des Hieronymus in Bethlehem zum Priester, womit er in die Befugnisse seines Jerusalemer Kollegen eingriff.
Während der Origenismusstreit im Osten damit eine kirchenrechtliche Wendung nahm, aber auch wieder abflaute, ging er im Westen in die nächste Runde:
Rufinus übersiedelte nach Rom, wo Hieronymus mehrere Parteigänger hatte. Hieronymus attackierte Rufinus’ lateinische Übersetzung von De principiis als Verfälschung und präsentierte eine Gegenübersetzung. Beide übersetzten Werke des Origenes ins Lateinische; Hieronymus führte dabei die viel rezipierte Unterscheidung des unübertroffenen Bibelgelehrten Origenes vom gefährlichen spekulativen Denker Origenes ein. Dieser Übersetzungsarbeit ist es zu verdanken, dass zahlreiche Schriften des Origenes auf lateinisch erhalten blieben, die im griechischen Original verloren sind.

#### Verurteilung des Origenes (543 und 553)

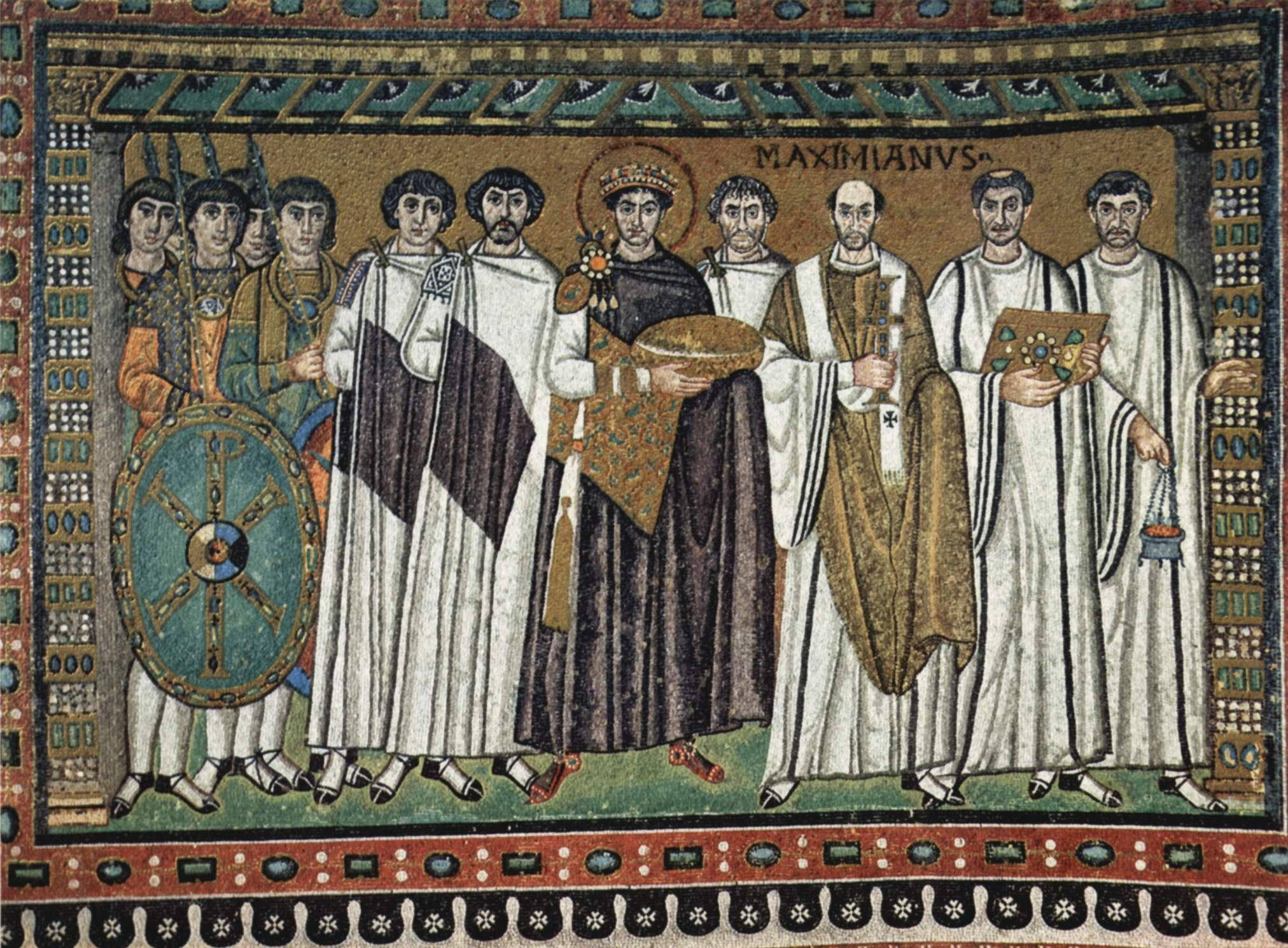
Kaiser Justinian I. mit seinem Gefolge (Mosaik, San Vitale, Ravenna)

Unter palästinischen Mönchen kam es im 6. Jahrhundert zu Streitigkeiten zwischen Origenisten und Antiorigenisten. „Durch die Präsenz von palästinischen Mönchen in der Hauptstadt [Konstantinopel] sowie die Bedeutung ihrer theologischen Positionierung für das gesamte Reich, hatte der ursprünglich nur Palästina betreffende Origenes-Konflikt Auswirkungen auf die Hauptstadt sowie den Kaiser und motivierte das Handeln Justinians.“ Dieser reagierte schnell. Er hatte in seiner Regierungszeit zunehmend die Rolle des theologischen Lehrers eingenommen und übersandte nun dem Patriarchen von Konstantinopel einen Traktat, der die Irrlehren des Origenes aufdecken und mit häufigem Bezug auf Traditionsargumente widerlegen sollte. Der Schwerpunkt dieser Epistula ad Menam lag auf der Präexistenzlehre. Am Ende standen neun Anathematismen, die teils Positionen verurteilten, die Origenes nicht vertrat. Insbesondere wurde eine Christologie verdammt, die das erlösende Handeln des Christus mehr in der Präexistenz als in der Welt verortete. Falls origenistische Mönche so etwas lehrten, war das weitab von den christologischen Trends des 6. Jahrhunderts. Nachdem der Patriarch und die in Konstantinopel anwesenden Bischöfe Justinians Edikt ratifiziert hatten, wurde es an die anderen Patriarchen weitergeleitet; auch Vigilius als Patriarch des Westens approbierte den Text. Damit waren Origenes und die ihm zugeschriebenen Lehren kraft kaiserlicher Gesetzgebung im Jahr 543 verurteilt.
Bevor das Konzil von Konstantinopel Anfang Mai 553 zusammentrat, fand eine Vorbereitungssitzung der angereisten Bischöfe statt. An sie richtete Kaiser Justinian einen Brief, der einige Punkte aus einer bei ihm eingereichten Anklageschrift antiorigenistischer palästinischer Mönche zusammenstellte und am Ende 15 Anathematismen gegen Origenes und seine Anhänger formulierte. Auf dem Konzil selbst wurde gemäß kaiserlichem Wunsch über Origenes und den Origenismus nicht verhandelt. Gleichwohl listete Kanon 11 des Konzils von Konstantinopel Origenes unter den verurteilten Häretikern: „Wenn jemand Arius, Eunomius, Makedonius, Apollinaris, Nestorius, Eutyches und Origenes mitsamt ihrem ungläubigen Schrifttum und all die anderen Häretiker, die von der heiligen katholischen und apostolischen Kirche und den genannten heiligen vier Synoden verurteilt und mit dem Anathem belegt worden sind, nicht anathematisiert und alle, die genauso wie die eben genannten Häretiker gedacht haben oder denken und bis zum Tod in ihrem Unglauben verharrten: ein solcher sei mit dem Anathem belegt.“ Es gab also „eine konziliare Brandmarkung des Origenes als eines Häretikers“ (Alfons Fürst), auch wenn es streng genommen nicht um seine Lehre, sondern um die Anschauungen origenistischer Mönche in Palästina ging. Letztere weigerten sich, die Verurteilung des Origenes zu akzeptieren. Der Patriarch von Jerusalem exkommunizierte sie daraufhin, ließ sie 554 vom Militär aus der Neuen Lawra vertreiben und siedelte dort im Folgejahr orthodoxe Mönche an.

### Mittelalter
Abgesehen von der Lehre der Wahrnehmungsaspekte (epínoiai), die im Palamismus rezipiert wurde, war die Verurteilung des Origenes in der byzantinischen Theologie so stark verankert, dass eine direkte Rezeption erschwert war. Immer wieder taucht Origenes in byzantinischen Ketzerkatalogen auf. Johannes Moschos († 619) bot im Pratum spirituale eine popularisierte Form davon – die Geschichte des Mönchs Theophilos, der in einer Vision Origenes zusammen mit anderen Häretikern im Höllenfeuer erblickte. Byzantinische Katenen enthalten zahlreiche Exzerpte aus den Bibelkommentaren des Origenes. Da Basilios von Caesarea, Gregor von Nazianz, Gregor von Nyssa und Athanasius Origenisten waren und sie als Kirchenväter uneingeschränkt rezipiert wurden, wirkte Gedankengut des Origenes indirekt weiter. Die von Basilios und Gregor von Nazianz aus den Schriften des Origenes unter dem Titel Philokalie zusammengestellte Anthologie hatte durch diese beiden das Siegel der Rechtgläubigkeit; sie besteht etwa zur Hälfte aus der Schrift Contra Celsum, die auf diesem Wege als einziges großes Werk des Origenes komplett im griechischen Original erhalten blieb und, wie mehrere byzantinische Manuskripte zeigen, auch ihre Leser fand. Sie ließ sich bei der apologetischen Auseinandersetzung der byzantinischen Theologen mit dem Islam gut verwenden.
Die Verurteilung des Origenes wurde im Westen weniger beachtet, allerdings galt sein Werk als hoch ambivalent. Cassiodor brachte es so auf den Punkt: „Wo er gut war, war keiner besser, wo er schlecht war, war keiner schlechter (ubi bene, nemo melius; ubi male, nemo peius).“ Origenes wurde aufgespalten in den hervorragenden Exegeten, dessen Bibelauslegung man vermittelt durch Hieronymus und Rufinus unbedenklich rezipierte, und den zu verurteilenden Häretiker, der gefährliche Lehren wie die Apokatastasis zu verantworten hatte. Origenistischen Einfluss sieht Hermann Josef Vogt im lateinischsprachigen Raum beispielsweise bei Hilarius von Poitiers, Ambrosius von Mailand, „über ihn auf Augustinus u. auf Gregor d. Gr. u. durch beide auf das Mittelalter.“ Nachdem Benedikt von Aniane die Lektüre des von ihm so genannten „heiligen“ Origenes empfohlen hatte, wurde sein Werk etwa von Paschasius Radbertus (Matthäuskommentar) und Hrabanus Maurus (Jeremia-Homilien) ausgiebig genutzt. Kommentare des Origenes nutzten Hugo und Richard von St. Viktor. Die Zisterzienser Wilhelm von Saint-Thierry und Bernhard von Clairvaux ließen sich von Origenes bei der mystischen Auslegung des Hohenlieds anregen. Hildegard von Bingen kannte die Hexateuch-Homilien des Origenes, die im 12. Jahrhundert viel gelesen wurden. Die Mystikerinnen Elisabeth von Schönau und Mechthild von Hackeborn berichteten über Visionen, denen zufolge Origenes das Heil erlangt habe.

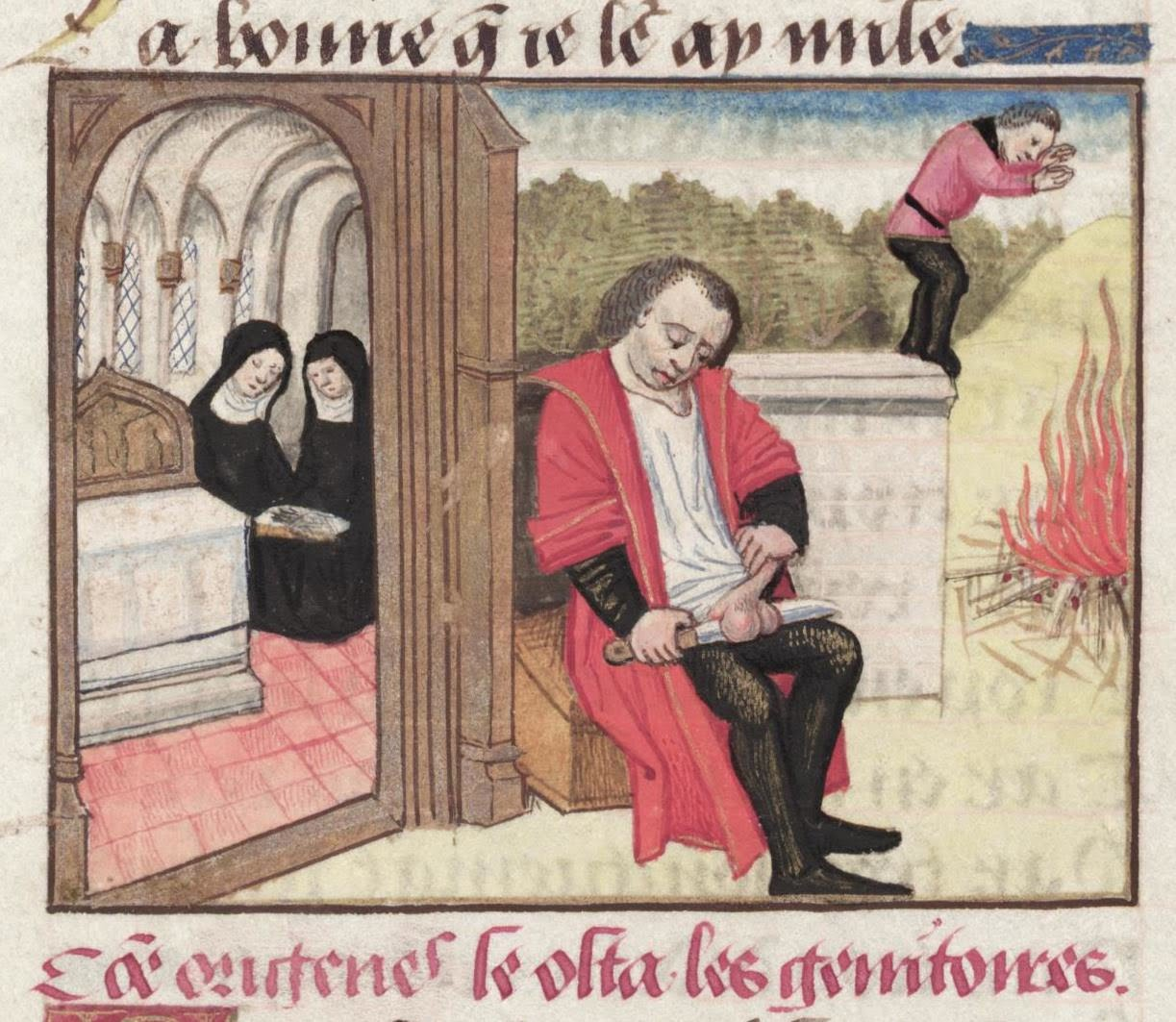
Illustration des Rosenromans: Origenes und Empedokles, links die Nonnen, die Origenes nach seiner Selbstkastration unterrichten will (Bodleian Library, MS. Douce 195, fol. 122 v.)

„Die gesamte Exegese des lateinischen Mittelalters war in ihren Verfahrensweisen und in ihren Inhalten in einem derart hohen Ausmaß von der origeneischen Theorie eines mehrfachen Schriftsinns geprägt, dass sein Einfluss kaum überschätzt werden kann.“ Mit der Ausnahme von Johannes Scottus Eriugena war die Origenes-Rezeption in der systematischen Theologie hingegen gering; die aristotelisch begründete Hochscholastik hatte an ihm kein Interesse. Im Spätmittelalter geriet Origenes weitgehend in Vergessenheit. Meister Eckhart hatte zwar seine lateinischen Predigten gelesen und verdankte ihm den zentralen Gedanken der Gottesgeburt im Herzen, doch davon abgesehen war seine Spiritualität nicht origenisch.
Im Mittelalter wurde generell angenommen, dass Origenes sich selbst kastriert habe, um Frauen unterrichten zu können, ohne Anstoß zu erregen. Im Briefwechsel zwischen Petrus Abaelardus und Heloisa verwies der von den Leuten Fulberts kastrierte und nun als Mönch lebende Abaelardus auf Origenes, dessen Selbstkastration er als einen der theologischen Irrtümer dieses Gelehrten sah. Vergleichbare Ausführungen über den Irrtum des Origenes findet man auch bei einem Schüler des Abaelardus, Johannes von Salisbury (De nugis Curialium). Im Rosenroman (13. Jahrhundert) vergleicht die personifizierte Natur missbilligend die Selbstkastration des Origenes mit einem anderen Akt irregeleiteter Selbstzerstörung: dem legendarischen Sprung des Philosophen Empedokles in die Flammen des Ätna. In spätmittelalterlichen illustrierten Ausgaben des Rosenromans wurden Origenes und Empedokles deshalb gemeinsam dargestellt.

### Frühe Neuzeit
Im Kontext des Konzils von Ferrara-Florenz setzte nach 1437 unter italienischen Humanisten eine lebhafte Suche nach Manuskripten griechischer Kirchenväter ein. Der führende lateinische Patristiker Ambrogio Traversari entdeckte bei diesen Forschungen in Rom die Lukas-Homilien und in der Abtei Montecassino die Jesaja-Homilien des Origenes. Das in der Renaissance neu erwachte Interesse am Platonismus machte Origenes zu einem besonders geschätzten frühchristlichen Theologen. Marsilio Ficino feierte den spekulativen Denker Origenes als „edelsten“ und „exzellentesten“ Platoniker. Er hatte De principiis gelesen und interpretierte problematische Stellen in Origenes’ Theologie möglichst konform zur kirchlichen Lehre. Giovanni Pico della Mirandola formulierte 1490 pointiert in seinen Conclusiones, es sei vernünftiger (rationabilius), anzunehmen, dass Origenes das Heil erlangt habe, als dass er verdammt sei – einer der Sätze, die als häresieverdächtig eingestuft wurden und Pico in der Amtszeit des Papstes Innozenz VIII. ins Gefängnis brachten.
Venezianische Buchdrucker belieferten den Markt ab 1503 mit lateinischen Origenes-Ausgaben; im Jahr 1512 druckten Jean Petit und Josse Bade in Paris die von Jacques Merlin erarbeitete und mehrfach neu aufgelegte Gesamtausgabe der lateinischen Werke des Origenes. Merlin stellte dieser Edition eine Vorrede und eine Apologie des Origenes voran, in der er den Nachweis führte, dass Origenes wie ein Heiliger gelebt und in allen Punkten rechtgläubig gelehrt habe. Was sich in Origenes’ Schriften nicht orthodox interpretieren ließ, war laut Merlin von Häretikern interpoliert worden.

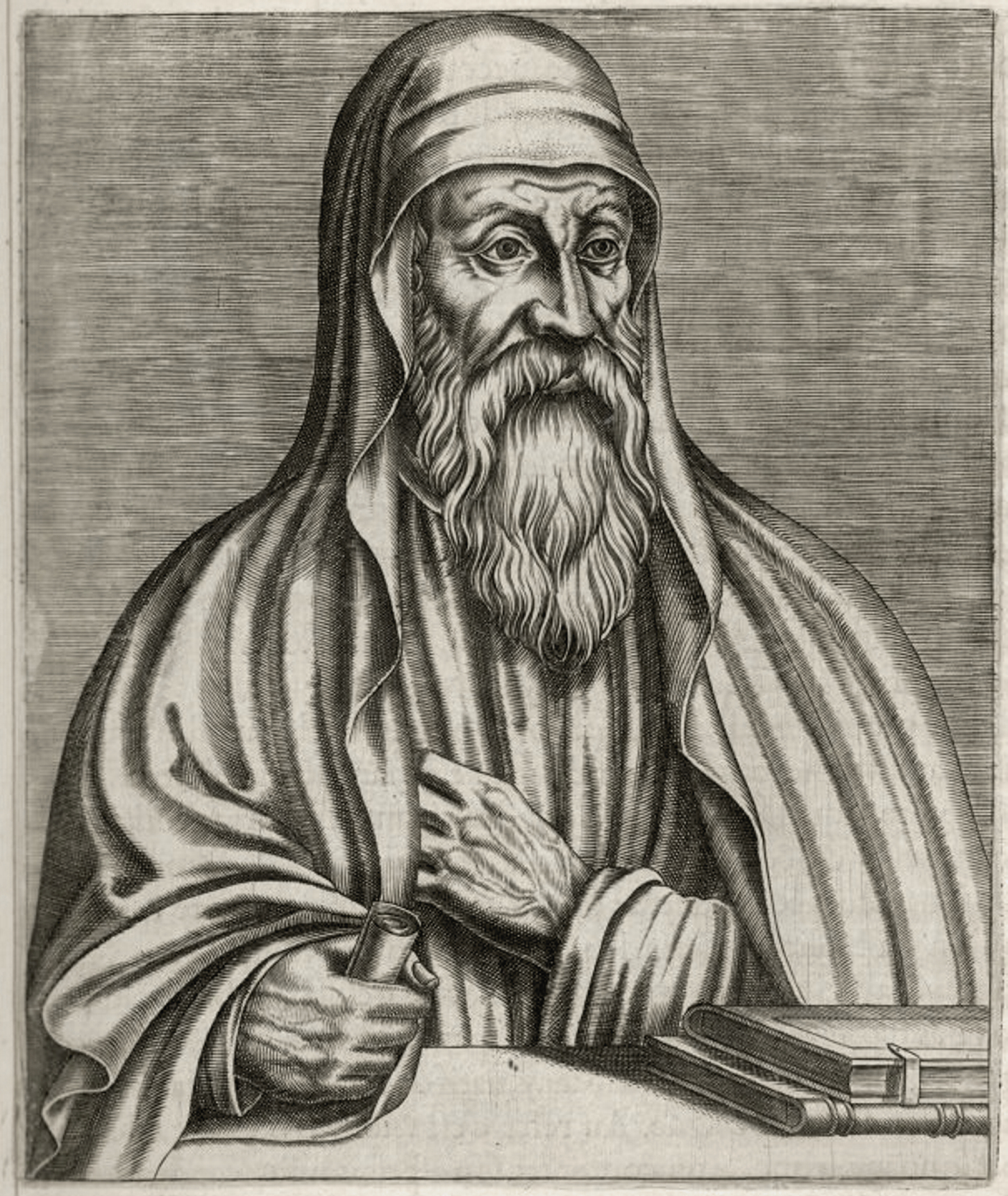
Phantasieporträt des Origenes (1584)

Erasmus von Rotterdam war, so Lothar Lies, ein „Kenner des Origenes“, der sich in Auseinandersetzung mit Martin Luther in De libero arbitrio (1524) die Freiheitslehre des Alexandriners zu eigen machte. Im Gegensatz zu Merlin erkannte Erasmus an, dass Origenes mehrfach geirrt habe, unter anderem durch übermäßiges Allegorisieren. Er erläuterte, dass Origenes Themen erforscht und nicht definiert habe; auch habe er vor dem Konzil von Nicäa (325) gelebt, und man könne ihm nicht anachronistisch vorwerfen, dass er über Dogmen im Unklaren gewesen sei, die von der Kirche erst später verbindlich festgelegt wurden. Am Ende seines Lebens erarbeitete Erasmus eine Origenes-Werkausgabe, die 1536 postum veröffentlicht wurde. Als Erasmusschüler schätzte Huldrych Zwingli die Schriften des Origenes; er besaß die Werkausgabe Merlins. Der Apokatastasislehre stand Zwingli nahe und fand bei Origenes das eigene spiritualistische Abendmahlsverständnis.
Luther hatte Texte des Origenes, wenn überhaupt, nur in Kirchenväter-Anthologien gelesen. Das heißt auch, dass Luther in der Auseinandersetzung um die Willensfreiheit gar nicht realisierte, in welchem Umfang Erasmus mit Origenes argumentierte. Er orientierte sich am Literalsinn der Bibel und lehnte Origenes’ Allegorese deshalb ab: „Origenes ist fast ein Fürst und König uber die Allegorien und hat die gantze Bibel durchaus vol solcher heimlicher deutung gemacht, die denn nicht eines drecks werd sind.“ Philipp Melanchthon wertete Origenes’ Römerbriefkommentar für seine eigene Kommentierung aus. Origenes hatte nach Melanchthons Meinung die Rechtfertigungslehre des Paulus grundsätzlich missverstanden. Martin Bucer dagegen sah Origenes als Befürworter der Gerechtigkeit aus Glauben und nicht aus Werken.

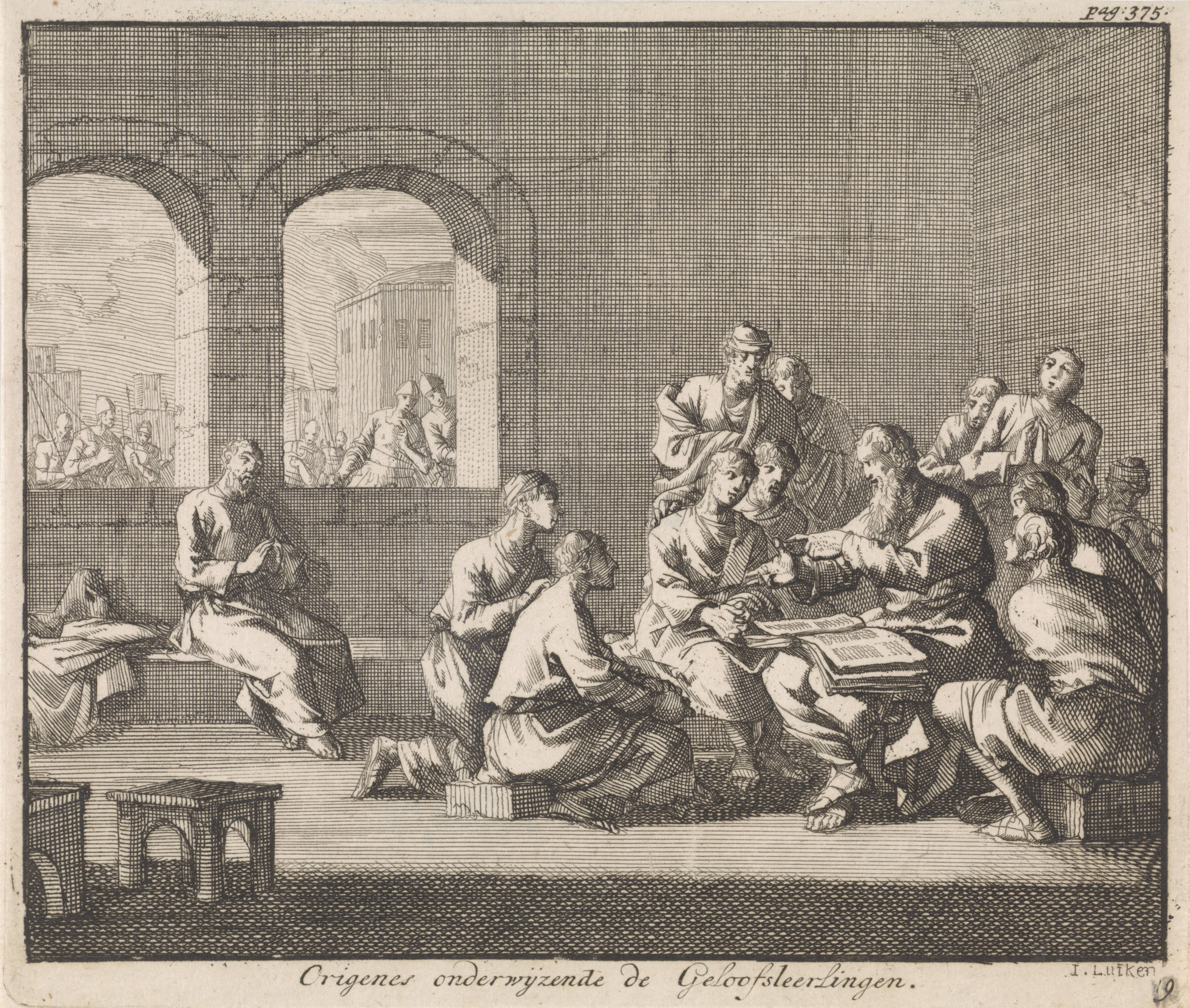
Origenes beim Unterricht (Kupferstich, Jan Luyken, 1700, Rijksmuseum Amsterdam)

Pierre Daniel Huet erschloss durch Bibliotheksrecherchen und Editionen Origenes’ griechische Bibelkommentare; seine Origeniana (1668) gelten ein Wendepunkt der Origenesforschung. Huets Editionsarbeit fand vor dem Hintergrund zeitgenössischer theologischer Kontroversen statt, da die jeweilige Gegenseite argwöhnte, bei Origenes finde sich nicht die im 17. Jahrhundert von der römisch-katholischen Kirche vertretene Lehre: so im Fall der Anrufung von Engeln und der Transsubstantiation (Briefwechsel Huets mit dem Calvinisten Samuel Bochart), des Verhältnisses von Freiheit und Gnade (Auseinandersetzung mit Cornelius Jansen) und der Trinitätslehre (Auseinandersetzung mit dem Remonstranten Jean Leclerc).
Bei den Hauptvertretern der aus puritanischem Milieu stammenden Cambridge Platonists ist der Einfluss der Freiheitslehre des Origenes, so Theo Kobusch, deutlich erkennbar, bei den englischen Deisten „zumindest inkognito.“ Im deutschen Sprachraum sieht er Impulse des Origenes, verbunden mit Impulsen des Gregor von Nyssa, in der Täuferbewegung und den Kreisen um Sebastian Franck und Kaspar Schwenckfeld. Der mystisch interessierte Lüneburger Superintendent Johann Wilhelm Petersen vermittelte origenische Motive an Gottfried Wilhelm Leibniz. Leibniz „fühlte sich mit seiner Lehre von der Welt freier Geister und von der Erlösung durch eine allgemeine Vergeistigung Origenes verwandt.“ Sowohl die Apokatastasis-Idee als auch die Freiheitslehre beeinflussten Schriftsteller des 18. Jahrhunderts wie Klopstock, Wieland und Goethe. Die Priorität der Freiheit gegenüber dem menschlichen Wesen bzw. der menschlichen Natur prägte Johann Gottlieb Fichtes System der Sittenlehre (1798), und der späte Fichte verstand Gott im origenischen Sinn als „Gott der Freiheit“.

### 19. und 20. Jahrhundert
Dank ihrer mittlerweile errungenen Autonomie löste sich die Philosophie von theologischen Denkmustern; das Werk des Origenes war nun weitgehend ein Thema für Kirchenhistoriker. Zunächst überwog das Interesse am „System“ des Origenes, das hauptsächlich aus De principiis erhoben wurde. Der Denker Origenes stand in diesen Origenes-Deutungen in Distanz zur Kirche seiner Zeit. Wegweisend war die 1835 von Karl Friedrich Schnitzer vorgelegte (und bis 1976 einzige) deutsche Übersetzung dieser Frühschrift, die er als „Wiederherstellungsversuch“ verstand; die Einleitung stellte De principiis als erste christliche Dogmatik in Konkurrenz zur Gnosis dar. Die Stichworte „System“ und „Wissenschaft“ kennzeichnen die in den folgenden Jahrzehnten verfassten Origenes-Interpretationen: In den Jahren 1841–1846 erschien das zweibändige Werk Origenes: Eine Darstellung seines Lebens und seiner Lehre des Göttinger Kirchenhistorikers Ernst Rudolf Redepenning. Ferdinand Christian Baur sah die Leistung des Origenes in seinem Lehrbuch der christlichen Dogmengeschichte (1847) darin, „den zum Wissen erhobenen Glauben zur Wissenschaft fortzuführen.“ Die großen dogmengeschichtlichen Werke evangelischer Provenienz des ausgehenden 19. Jahrhunderts (Adolf von Harnack 1886, Friedrich Loofs 1889, Reinhold Seeberg 1895) zeichneten Origenes als Religionsphilosophen, der versuche, seine „Glaubenswissenschaft“ mit der Kirchenlehre zu vereinbaren. Harnack charakterisierte Origenes so: „Er ist der Vater der kirchlichen Wissenschaft im weitesten Sinne des Worts und zugleich der Begründer jener Theologie geworden, die im 4. und 5. Jahrhundert zur Ausbildung gelangt ist und die im 6. Jahrhundert ihren Urheber definitiv verleugnet hat, ohne doch das Gepräge zu verlieren, welches er ihr gegeben.“
Eine 1899 veröffentlichte Studie von Franz Diekamp wies nach, dass über Origenes nicht auf dem Zweiten Konzil von Konstantinopel verhandelt worden war, sondern in einer Vorbereitungssitzung. Er schloss, dass Origenes als Person durch das Konzil nicht mit einem im Sinn der katholischen Dogmatik unfehlbaren Anathema belegt worden sei; dieses habe nur den ihm zugeschriebenen Schriften gegolten. Bei der Rehabilitation des Origenes in der katholischen Theologie des 20. Jahrhunderts wurde auf Diekamps Werk verwiesen.
Die drei Bände Origène, sa vie, son oeuvre, sa pensée des evangelisch-reformierten Patristikers Eugène de Faye erschienen in den Jahren 1923–1928. Der gesamte zweite Band widmete sich nicht Origenes selbst, sondern der Entwicklung der Philosophie in der römischen Kaiserzeit. Vor diesem Hintergrund stellte der dritte Band Origenes als Philosophen und Systematiker vor. Die Bibelauslegung des Origenes war für de Faye nichts anderes die Verbreitung seiner philosophischen Lehren, die mit Hilfe der Allegorie in die Bibeltexte eingetragen wurden.

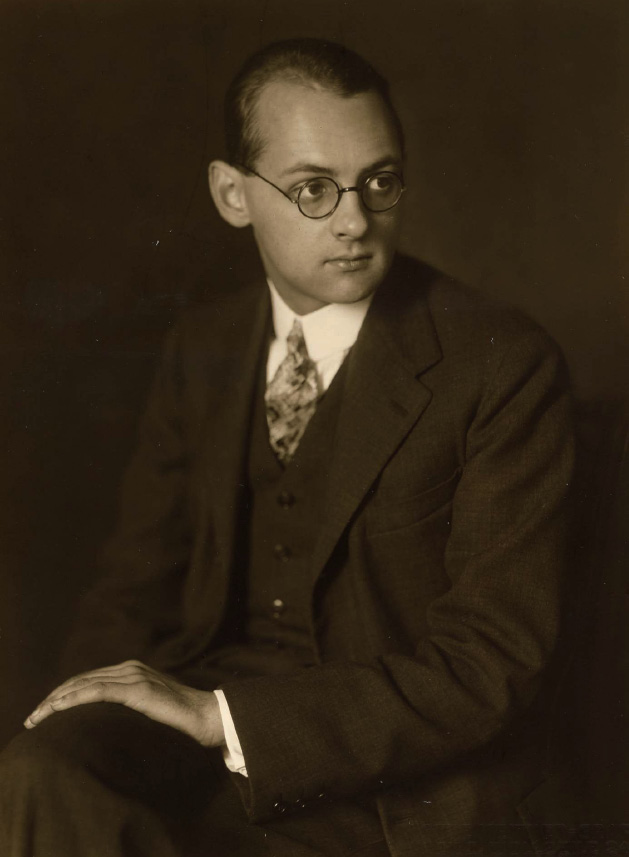
Hans Urs von Balthasar (1920er Jahre)

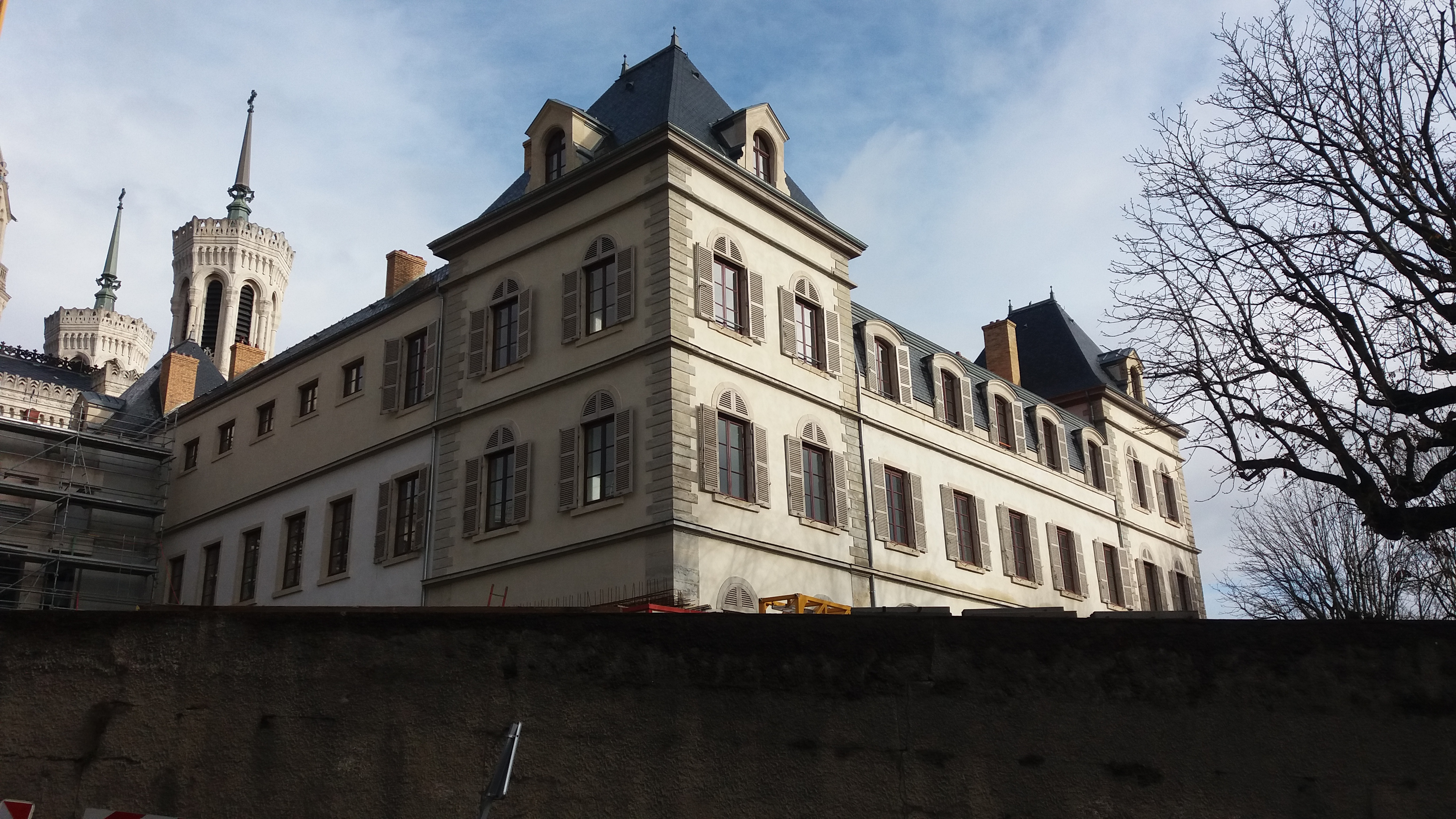
Ehemaliges Scholastikat von Fourvière (Maison Carrée)

In Konkurrenz zu der bis dahin unbestrittenen Deutung des Origenes als Vertreter eines theologischen oder philosophischen Systems traten seit den 1930er Jahren Origenes-Interpretationen, die seine Spiritualität und Mystik in den Mittelpunkt stellten. Dies ging einher mit einer kirchlichen und speziell katholischen Heimholung des Alexandriners, bei der französische Jesuiten eine führende Rolle hatten.
Die Nouvelle Théologie war nämlich der dominierenden Neuscholastik, aber auch der Augustinus-Studien müde; Origenes faszinierte als griechischer Theologe, der vor dem Konzil von Nicäa 325 gelebt hatte und deshalb archaisch wirkte. Der Beginn der jesuitischen Origenes-Studien kann in einem Lektürekreis des Scholastikats von Fourvière bei Lyon verortet werden, an dem Henri de Lubac, Jean Daniélou und Hans Urs von Balthasar teilnahmen; alle drei traten später mit Publikationen über Origenes hervor. De Lubac und Danièlou sahen Origenes als „Kirchenmann“ sowie als Exegeten. Während de Lubac in Frontstellung gegen die historisch-kritische Methode die Bedeutung der Allegorese für das Verständnis der Bibel herausstellte, blieb Danièlou gegenüber der Allegorese des Origenes zurückhaltend, die ihm zu platonisch oder gnostisch schien. Er bevorzugte die Typologie.
In seiner Studie Das Vollkommenheitsideal des Origenes (1931) wandte sich Walther Völker gegen die ganze bisherige Forschung, weil sie sich nur für das dogmatische System des Origenes interessiert habe. Er rückte die Bibelauslegung und besonders die Homilien in den Mittelpunkt und fragte nach der origenischen Spiritualität. Das Werk wurde von Hugo Rahner sehr positiv rezensiert; Rahner kritisierte allerdings, dass Völker die Bedeutung der Taufgnade für Origenes nicht in ihrer Tiefe erfasst habe. Rahners Habilitationsschrift (1935) führt das zentrale spirituelle Konzept der Geburt Christi im Herzen des Gläubigen auf Origenes zurück. Dabei deutete Rahner Origenes’ Soteriologie erheblich um, wie Fürst anmerkt: Bei Origenes, der universell und individualistisch dachte, kommt Christus im Herzen jedes Menschen zur Welt, der Tugenden wie Wahrhaftigkeit, Gerechtigkeit, Demut und Liebe praktiziert – Rahner leitete die Gottesgeburt konsequent von der Taufe und damit von der Kirche her.

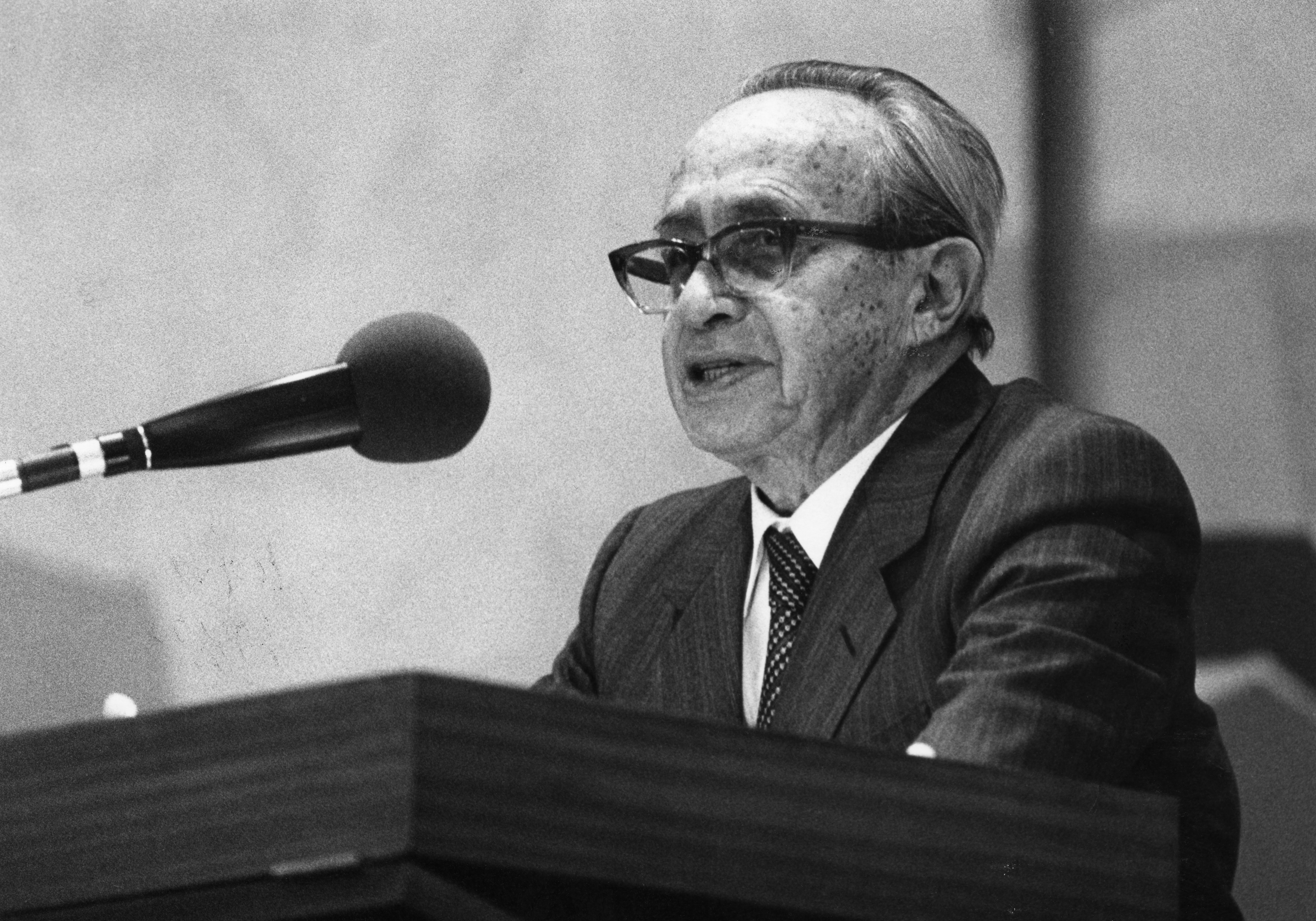
Hans Jonas (1983)

Gegen den Trend der kirchennahen, mystischen Origenes-Interpretationen kehrte Hans Jonas zum „System Origenes“ zurück – in Fortsetzung der beispielsweise durch de Faye vertretenen Forschungsrichtung, aber über diesen hinausgehend. Im unvollendeten zweiten Band von Gnosis und spätantiker Geist, der 1954 unter dem Titel Von der Mythologie zur mystischen Philosophie erschien, erläuterte Jonas: Zwar denke Origenes insofern nicht gnostisch, als er nicht intellektuell durch die Kraft der Erkenntnis, sondern moralisch durch die Kraft des Willens angetrieben sei. Trotzdem sei das „System Origenes“ gnostisch und markiere einen wesentlichen Fortschritt bei der Entmythologisierung der Gnosis, weil „sein moralisches kosmisches Schema von allen Eigennamen einschließlich Satan und Christus abstrahiert […], sodass es eine Konfiguration von bloßen ‚Figuren‘ oder ‚Funktionen‘ bleibt […], wo ‚alles zu allem werden kann‘, in einem ‚Kreislauf der Wesen‘ […] oder einem ‚Kreislauf der Welten‘ […]“; die Weiterentwicklung seines Denkens in der monastischen Mystik, namentlich durch Euagrios Ponticus, sei daher folgerichtig. Jonas’ Interpretation setzte sich in der Origenes-Forschung nicht durch.
Die Rehabilitation des Origenes durch die jesuitische Nouvelle Théologie hatte zur Folge, dass die Väter des Zweiten Vatikanischen Konzils sich positiv auf Origenes bezogen, der im Konzilsdokument Lumen gentium (1964) viermal explizit genannt wird. Unterdessen waren sowohl de Lubac als auch Danièlou am interreligiösen Gespräch mit dem Buddhismus interessiert. Auch hier erwies sich die Theologie des Origenes als inspirierend: „Wie der Logos in unterschiedlichen Formen in die Welt eintritt, sich verkörpert in der Heiligen Schrift und im Leib des irdischen Jesus und im verherrlichten auferstandenen und eucharistischen Leib, so tritt der letztlich transzendente Dharma-Leib im Buddhismus in unsere samsarische Welt ein und verkörpert sich im irdischen Leib des Buddha (vervielfacht als andere Buddhas in anderen Buddha-Reichen).“
Henri Crouzel galt in den 1970er und 1980er Jahren als führender Origenesforscher. Seine 1985 vorgelegte Origenes-Biografie war eine „Apologie für den oft ungerecht verurteilten Mann der Kirche.“ Abgesehen von seinem abweichenden Sprachgebrauch, war Crouzels Origenes der Sache nach im Einklang mit dem Konzil von Nicäa, damit freilich auch viel weniger interessant. Crouzel initiierte den ersten Internationalen Origenes-Kongress, der 1973 im Kloster Montserrat zusammenkam und seither alle vier Jahre stattfindet. Die Beiträge zu diesen Kongressen, die Crouzel bis 1997 leitete, erscheinen in der Reihe Origeniana (wechselnde Verlage, seit 1992 Peeters Publishers).
An der Wende zum 21. Jahrhundert präsentiert sich die Origenes-Forschung interkonfessionell und interdisziplinär. Angeregt durch Peter Brown, wandten sich Althistoriker seit den 1970er Jahren den christlichen Schriftstellern der Spätantike zu, darunter Origenes. Philologen arbeiten an der Edition von Origenes’ Werken. Neue Fragestellungen sind beispielsweise: Mit welchen rhetorischen Mitteln versuchte Origenes seine Leser zu überzeugen? Wie beeinflusste der Asket Origenes die Ansichten seiner Leser in Fragen von Besitz und Status? Origenes’ Schriften lassen sich auf Individualität und Diversität ebenso befragen wie auf die von ihm vorausgesetzte Geschlechterordnung. Schließlich kann das Übersetzungswerk des Rufinus auch als Kulturtransfer in den Blick genommen werden.

### Ein Kirchenvater?
Die römisch-katholische Patristik unterscheidet traditionell zwischen Kirchenvätern und Theologen der Alten Kirche, denen sie diesen Rang nicht zubilligt und die sie deshalb als Kirchenschriftsteller bezeichnet. Origenes ist neben Tertullian der hervorragendste Vertreter dieser Kategorie. Beiden mangele es, so Otto Bardenhewer, „an kirchlicher Korrektheit des Lehrvortrages und auch an Heiligkeit des Lebenswandels.“ Bei evangelischen Kirchenhistorikern herrscht ein offenerer Gebrauch des Begriffs Kirchenvater vor, und Origenes wird üblicherweise als ein solcher bezeichnet, etwa in Hans von Campenhausens Monographie Griechische Kirchenväter (1955). Die Bezeichnung des Origenes als Kirchenvater ist im 21. Jahrhundert auch in der katholischen Theologie anzutreffen.

### Gedenktag
- 27. April im Evangelischen Namenkalender.[202]